# Pandemia de COVID-19 no Vietnã
A pandemia de COVID-19 no Vietnã é parte da pandemia mundial em andamento de COVID-19. Desde 23 de março de  2021, o Ministério da Saúde do Vietnã havia notificado oficialmente 2.575 casos confirmados, 2.234 recuperações e 35 mortes. Quase 2,7 milhões de testes foram realizados. A província de Hải Dương, em março de 2021, foi o local mais afetado, com 760 casos confirmados e nenhuma morte.
Em 31 de dezembro de 2019, a China anunciou a descoberta de um grupo de casos de pneumonia em Wuhan. O vírus foi confirmado pela primeira vez no Vietnã em 23 de janeiro de 2020, quando dois chineses na cidade de Ho Chi Minh deram positivo para o vírus. Os primeiros casos foram importados, até que a transmissão local começou a se desenvolver em fevereiro e março. Grupos de casos foram detectados posteriormente em Vĩnh Phúc, Hanói, Ho Chi Minh, Đà Nẵng e na província de Hải Dương, com a primeira morte em 31 de julho de 2020.
O Vietnã suspendeu a entrada de todos os estrangeiros de 22 de março de 2020, até novo aviso, para limitar a disseminação do COVID-19. A medida não se aplicava a diplomatas, investidores estrangeiros, especialistas e trabalhadores qualificados. Em janeiro de 2021, o governo anunciou uma política de quarentena mais rígida para “proteger o país” durante o Ano Novo Lunar de 2021. Todos que entrarem no Vietnã devem ficar isolados por pelo menos 14 dias nas instalações de quarentena do governo, apenas diplomatas especiais identificados como tal pelo Ministério das Relações Exteriores do Vietnã estavam isentos.
O controle do Vietnã da pandemia foi citado como um dos programas mais bem organizados do mundo, na mesma linha de Coréia do Sul, Cingapura e Taiwan. Apesar da capacidade econômica e tecnológica inferior a outro , a resposta do país ao surto recebeu aclamação internacional generalizada por sua rapidez, eficácia e transparência, em contraste com a censura na China e na resposta ineficaz nos Estados Unidos e em países europeus .
Embora a pandemia tenha afetado fortemente a economia do país, a taxa de crescimento do PIB do Vietnã ainda permaneceu uma das mais altas da região da Ásia-Pacífico, atigindo aproximadamente 2,91%.
As vacinações começaram em 8 de março de 2021 com um total de 36.082 doses de vacinação administradas até 22 de março de 2021. Até o momento, o Ministério da Saúde aprovou as vacinas COVID-19 da AstraZeneca, Moderna e Sputnik V para uso emergencial. Esperava-se que um total de 150 milhões de doses estivessem disponíveis até o final de 2021.

## Contexto
Com uma população de quase 100 milhões de pessoas, recebendo milhões de visitantes chineses a cada ano, tendo uma longa fronteira terrestre e fortes laços econômicos com a China, que é o maior parceiro comercial de Hanói, o país foi inicialmente visto como atingido pela pandemia. Quando o Vietnã registrou seus dois primeiros casos confirmados em 23 de janeiro de 2020, estava entre os primeiros países afetados pelo COVID-19. Duas semanas depois, apenas 150 casos foram relatados fora da China continental, mas dez deles foram no Vietnã, colocando-o entre os dez países mais afetados. Porém, um ano depois, a situação era muito diferente: em vez de ter um surto em grande escala, o Vietnã era um dos países com os menores casos e mortalidade por milhão de habitantes.

## Linha do tempo

### Visão geral
| Casos de COVID-19 no Vietnã () Mortes Recuperados Casos ativos 202020212022jan.fev.mar.abr.mai.jun.jul.ago.set.out.nov.dez.jan.fev.mar.abr.mai.jun.jul.ago.set.out.nov.dez.jan.fev.mar.abr.mai.Últimos 15 diasÚltimos 15 dias | Casos de COVID-19 no Vietnã () Mortes Recuperados Casos ativos 202020212022jan.fev.mar.abr.mai.jun.jul.ago.set.out.nov.dez.jan.fev.mar.abr.mai.jun.jul.ago.set.out.nov.dez.jan.fev.mar.abr.mai.Últimos 15 diasÚltimos 15 dias | Casos de COVID-19 no Vietnã () Mortes Recuperados Casos ativos 202020212022jan.fev.mar.abr.mai.jun.jul.ago.set.out.nov.dez.jan.fev.mar.abr.mai.jun.jul.ago.set.out.nov.dez.jan.fev.mar.abr.mai.Últimos 15 diasÚltimos 15 dias | Casos de COVID-19 no Vietnã () Mortes Recuperados Casos ativos 202020212022jan.fev.mar.abr.mai.jun.jul.ago.set.out.nov.dez.jan.fev.mar.abr.mai.jun.jul.ago.set.out.nov.dez.jan.fev.mar.abr.mai.Últimos 15 diasÚltimos 15 dias | Casos de COVID-19 no Vietnã () Mortes Recuperados Casos ativos 202020212022jan.fev.mar.abr.mai.jun.jul.ago.set.out.nov.dez.jan.fev.mar.abr.mai.jun.jul.ago.set.out.nov.dez.jan.fev.mar.abr.mai.Últimos 15 diasÚltimos 15 dias |
| --- | --- | --- | --- | --- |
| Data | Data | | # de casos | # de mortes |
| 23-01-2020 | 23-01-2020 | | 2(n.a.) | 0(n.a.) |
| ⋮ | ⋮ | | 2(=) | 0(n.a.) |
| 28-01-2020 | 28-01-2020 | | 2(=) | 0(n.a.) |
| ⋮ | ⋮ | | 2(=) | 0(n.a.) |
| 31-01-2020 | 31-01-2020 | | 5(+3) | 0(n.a.) |
| 01-02-2020 | 01-02-2020 | | 6(+1) | 0(n.a.) |
| 02-02-2020 | 02-02-2020 | | 7(+1) | 0(n.a.) |
| 03-02-2020 | 03-02-2020 | | 8(+1) | 0(n.a.) |
| 04-02-2020 | 04-02-2020 | | 10(+2) | 0(n.a.) |
| 05-02-2020 | 05-02-2020 | | 10(=) | 0(n.a.) |
| 06-02-2020 | 06-02-2020 | | 12(+2) | 0(n.a.) |
| 07-02-2020 | 07-02-2020 | | 13(+1) | 0(n.a.) |
| 08-02-2020 | 08-02-2020 | | 13(=) | 0(n.a.) |
| 09-02-2020 | 09-02-2020 | | 14(+1) | 0(n.a.) |
| 10-02-2020 | 10-02-2020 | | 14(=) | 0(n.a.) |
| 11-02-2020 | 11-02-2020 | | 15(+1) | 0(n.a.) |
| 12-02-2020 | 12-02-2020 | | 15(=) | 0(n.a.) |
| 13-02-2020 | 13-02-2020 | | 16(+1) | 0(n.a.) |
| ⋮ | ⋮ | | 16(=) | 0(n.a.) |
| 18-02-2020 | 18-02-2020 | | 16(=) | 0(n.a.) |
| 19-02-2020 | 19-02-2020 | | 16(=) | 0(n.a.) |
| 20-02-2020 | 20-02-2020 | | 16(=) | 0(n.a.) |
| ⋮ | ⋮ | | 16(=) | 0(n.a.) |
| 26-02-2020 | 26-02-2020 | | 16(=) | 0(n.a.) |
| ⋮ | ⋮ | | 16(=) | 0(n.a.) |
| 06-03-2020 | 06-03-2020 | | 17(+1) | 0(n.a.) |
| 07-03-2020 | 07-03-2020 | | 20(+3) | 0(n.a.) |
| 08-03-2020 | 08-03-2020 | | 30(+10) | 0(n.a.) |
| 09-03-2020 | 09-03-2020 | | 31(+1) | 0(n.a.) |
| 10-03-2020 | 10-03-2020 | | 34(+3) | 0(n.a.) |
| 11-03-2020 | 11-03-2020 | | 38(+4) | 0(n.a.) |
| 12-03-2020 | 12-03-2020 | | 44(+6) | 0(n.a.) |
| 13-03-2020 | 13-03-2020 | | 47(+3) | 0(n.a.) |
| 14-03-2020 | 14-03-2020 | | 53(+6) | 0(n.a.) |
| 15-03-2020 | 15-03-2020 | | 57(+4) | 0(n.a.) |
| 16-03-2020 | 16-03-2020 | | 61(+4) | 0(n.a.) |
| 17-03-2020 | 17-03-2020 | | 66(+5) | 0(n.a.) |
| 18-03-2020 | 18-03-2020 | | 76(+10) | 0(n.a.) |
| 19-03-2020 | 19-03-2020 | | 85(+9) | 0(n.a.) |
| 20-03-2020 | 20-03-2020 | | 91(+6) | 0(n.a.) |
| 21-03-2020 | 21-03-2020 | | 94(+3) | 0(n.a.) |
| 22-03-2020 | 22-03-2020 | | 113(+19) | 0(n.a.) |
| 23-03-2020 | 23-03-2020 | | 123(+10) | 0(n.a.) |
| 24-03-2020 | 24-03-2020 | | 134(+11) | 0(n.a.) |
| 25-03-2020 | 25-03-2020 | | 141(+7) | 0(n.a.) |
| 26-03-2020 | 26-03-2020 | | 153(+12) | 0(n.a.) |
| 27-03-2020 | 27-03-2020 | | 163(+10) | 0(n.a.) |
| 28-03-2020 | 28-03-2020 | | 174(+11) | 0(n.a.) |
| 29-03-2020 | 29-03-2020 | | 188(+14) | 0(n.a.) |
| 30-03-2020 | 30-03-2020 | | 203(+15) | 0(n.a.) |
| 31-03-2020 | 31-03-2020 | | 207(+4) | 0(n.a.) |
| 01-04-2020 | 01-04-2020 | | 218(+11) | 0(n.a.) |
| 02-04-2020 | 02-04-2020 | | 227(+9) | 0(n.a.) |
| 03-04-2020 | 03-04-2020 | | 237(+10) | 0(n.a.) |
| 04-04-2020 | 04-04-2020 | | 240(+3) | 0(n.a.) |
| 05-04-2020 | 05-04-2020 | | 241(+1) | 0(n.a.) |
| 06-04-2020 | 06-04-2020 | | 245(+4) | 0(n.a.) |
| 07-04-2020 | 07-04-2020 | | 249(+4) | 0(n.a.) |
| 08-04-2020 | 08-04-2020 | | 251(+2) | 0(n.a.) |
| 09-04-2020 | 09-04-2020 | | 255(+4) | 0(n.a.) |
| 10-04-2020 | 10-04-2020 | | 257(+2) | 0(n.a.) |
| 11-04-2020 | 11-04-2020 | | 258(+1) | 0(n.a.) |
| 12-04-2020 | 12-04-2020 | | 260(+2) | 0(n.a.) |
| 13-04-2020 | 13-04-2020 | | 265(+5) | 0(n.a.) |
| 14-04-2020 | 14-04-2020 | | 266(+1) | 0(n.a.) |
| 15-04-2020 | 15-04-2020 | | 267(+1) | 0(n.a.) |
| 16-04-2020 | 16-04-2020 | | 268(+1) | 0(n.a.) |
| 17-04-2020 | 17-04-2020 | | 268(=) | 0(n.a.) |
| 18-04-2020 | 18-04-2020 | | 268(=) | 0(n.a.) |
| 19-04-2020 | 19-04-2020 | | 268(=) | 0(n.a.) |
| 20-04-2020 | 20-04-2020 | | 268(=) | 0(n.a.) |
| 21-04-2020 | 21-04-2020 | | 268(=) | 0(n.a.) |
| 22-04-2020 | 22-04-2020 | | 268(=) | 0(n.a.) |
| 23-04-2020 | 23-04-2020 | | 268(=) | 0(n.a.) |
| 24-04-2020 | 24-04-2020 | | 270(+2) | 0(n.a.) |
| 25-04-2020 | 25-04-2020 | | 270(=) | 0(n.a.) |
| ⋮ | ⋮ | | 270(=) | 0(n.a.) |
| 03-05-2020 | 03-05-2020 | | 271(+1) | 0(n.a.) |
| 04-05-2020 | 04-05-2020 | | 271(=) | 0(n.a.) |
| 05-05-2020 | 05-05-2020 | | 271(=) | 0(n.a.) |
| 06-05-2020 | 06-05-2020 | | 271(=) | 0(n.a.) |
| 07-05-2020 | 07-05-2020 | | 288(+17) | 0(n.a.) |
| 08-05-2020 | 08-05-2020 | | 288(=) | 0(n.a.) |
| 2020-05-09 | 2020-05-09 | | 288(=) | 0(n.a.) |
| 10-05-2020 | 10-05-2020 | | 288(=) | 0(n.a.) |
| 11-05-2020 | 11-05-2020 | | 288(=) | 0(n.a.) |
| 12-05-2020 | 12-05-2020 | | 288(=) | 0(n.a.) |
| 13-05-2020 | 13-05-2020 | | 288(=) | 0(n.a.) |
| 14-05-2020 | 14-05-2020 | | 288(=) | 0(n.a.) |
| 15-05-2020 | 15-05-2020 | | 313(+25) | 0(n.a.) |
| 16-05-2020 | 16-05-2020 | | 318(+5) | 0(n.a.) |
| 17-05-2020 | 17-05-2020 | | 320(+2) | 0(n.a.) |
| 18-05-2020 | 18-05-2020 | | 324(+4) | 0(n.a.) |
| 19-05-2020 | 19-05-2020 | | 324(=) | 0(n.a.) |
| 20-05-2020 | 20-05-2020 | | 324(=) | 0(n.a.) |
| 21-05-2020 | 21-05-2020 | | 324(=) | 0(n.a.) |
| 22-05-2020 | 22-05-2020 | | 324(=) | 0(n.a.) |
| 23-05-2020 | 23-05-2020 | | 324(=) | 0(n.a.) |
| 24-05-2020 | 24-05-2020 | | 325(+1) | 0(n.a.) |
| 25-05-2020 | 25-05-2020 | | 326(+1) | 0(n.a.) |
| 26-05-2020 | 26-05-2020 | | 327(+1) | 0(n.a.) |
| 27-05-2020 | 27-05-2020 | | 327(=) | 0(n.a.) |
| 2020-05-28 | 2020-05-28 | | 327(=) | 0(n.a.) |
| 29-05-2020 | 29-05-2020 | | 327(=) | 0(n.a.) |
| 30-05-2020 | 30-05-2020 | | 328(+1) | 0(n.a.) |
| 31-05-2020 | 31-05-2020 | | 328(=) | 0(n.a.) |
| 01-06-2020 | 01-06-2020 | | 328(=) | 0(n.a.) |
| 02-06-2020 | 02-06-2020 | | 328(=) | 0(n.a.) |
| 03-06-2020 | 03-06-2020 | | 328(=) | 0(n.a.) |
| 04-06-2020 | 04-06-2020 | | 328(=) | 0(n.a.) |
| 05-06-2020 | 05-06-2020 | | 328(=) | 0(n.a.) |
| 06-06-2020 | 06-06-2020 | | 329(+1) | 0(n.a.) |
| 07-06-2020 | 07-06-2020 | | 329(=) | 0(n.a.) |
| 08-06-2020 | 08-06-2020 | | 332(+3) | 0(n.a.) |
| 09-06-2020 | 09-06-2020 | | 332(=) | 0(n.a.) |
| 10-06-2020 | 10-06-2020 | | 332(=) | 0(n.a.) |
| 11-06-2020 | 11-06-2020 | | 332(=) | 0(n.a.) |
| 12-06-2020 | 12-06-2020 | | 333(+1) | 0(n.a.) |
| 13-06-2020 | 13-06-2020 | | 334(+1) | 0(n.a.) |
| 14-06-2020 | 14-06-2020 | | 334(=) | 0(n.a.) |
| 15-06-2020 | 15-06-2020 | | 334(=) | 0(n.a.) |
| 16-06-2020 | 16-06-2020 | | 334(=) | 0(n.a.) |
| 17-06-2020 | 17-06-2020 | | 335(+1) | 0(n.a.) |
| 18-06-2020 | 18-06-2020 | | 342(+7) | 0(n.a.) |
| 19-06-2020 | 19-06-2020 | | 349(+7) | 0(n.a.) |
| 20-06-2020 | 20-06-2020 | | 349(=) | 0(n.a.) |
| 21-06-2020 | 21-06-2020 | | 349(=) | 0(n.a.) |
| 22-06-2020 | 22-06-2020 | | 349(=) | 0(n.a.) |
| 23-06-2020 | 23-06-2020 | | 349(=) | 0(n.a.) |
| 24-06-2020 | 24-06-2020 | | 352(+3) | 0(n.a.) |
| 25-06-2020 | 25-06-2020 | | 352(=) | 0(n.a.) |
| 26-06-2020 | 26-06-2020 | | 353(+1) | 0(n.a.) |
| 27-06-2020 | 27-06-2020 | | 355(+2) | 0(n.a.) |
| 28-06-2020 | 28-06-2020 | | 355(=) | 0(n.a.) |
| 29-06-2020 | 29-06-2020 | | 355(=) | 0(n.a.) |
| 30-06-2020 | 30-06-2020 | | 355(=) | 0(n.a.) |
| 01-07-2020 | 01-07-2020 | | 355(=) | 0(n.a.) |
| 02-07-2020 | 02-07-2020 | | 355(=) | 0(n.a.) |
| ⋮ | ⋮ | | 355(=) | 0(n.a.) |
| 06-07-2020 | 06-07-2020 | | 369(+14) | 0(n.a.) |
| 07-07-2020 | 07-07-2020 | | 369(=) | 0(n.a.) |
| 08-07-2020 | 08-07-2020 | | 369(=) | 0(n.a.) |
| 09-07-2020 | 09-07-2020 | | 369(=) | 0(n.a.) |
| 10-07-2020 | 10-07-2020 | | 369(=) | 0(n.a.) |
| 11-07-2020 | 11-07-2020 | | 370(+1) | 0(n.a.) |
| 12-07-2020 | 12-07-2020 | | 372(+2) | 0(n.a.) |
| 13-07-2020 | 13-07-2020 | | 372(=) | 0(n.a.) |
| 14-07-2020 | 14-07-2020 | | 373(+1) | 0(n.a.) |
| 15-07-2020 | 15-07-2020 | | 381(+8) | 0(n.a.) |
| 16-07-2020 | 16-07-2020 | | 381(=) | 0(n.a.) |
| 17-07-2020 | 17-07-2020 | | 382(+1) | 0(n.a.) |
| 18-07-2020 | 18-07-2020 | | 382(=) | 0(n.a.) |
| 19-07-2020 | 19-07-2020 | | 383(+1) | 0(n.a.) |
| 20-07-2020 | 20-07-2020 | | 384(+1) | 0(n.a.) |
| 21-07-2020 | 21-07-2020 | | 396(+12) | 0(n.a.) |
| 22-07-2020 | 22-07-2020 | | 408(+12) | 0(n.a.) |
| 23-07-2020 | 23-07-2020 | | 412(+4) | 0(n.a.) |
| 24-07-2020 | 24-07-2020 | | 413(+1) | 0(n.a.) |
| 25-07-2020 | 25-07-2020 | | 417(+4) | 0(n.a.) |
| 26-07-2020 | 26-07-2020 | | 420(+3) | 0(n.a.) |
| 27-07-2020 | 27-07-2020 | | 431(+11) | 0(n.a.) |
| 28-07-2020 | 28-07-2020 | | 438(+7) | 0(n.a.) |
| 29-07-2020 | 29-07-2020 | | 450(+12) | 0(n.a.) |
| 30-07-2020 | 30-07-2020 | | 464(+14) | 0(n.a.) |
| 31-07-2020 | 31-07-2020 | | 546(+82) | 2(n.a.) |
| 01-08-2020 | 01-08-2020 | | 586(+40) | 3(+1) |
| 02-08-2020 | 02-08-2020 | | 620(+34) | 6(+3) |
| 03-08-2020 | 03-08-2020 | | 642(+22) | 6(=) |
| 04-08-2020 | 04-08-2020 | | 670(+28) | 8(+2) |
| 05-08-2020 | 05-08-2020 | | 713(+43) | 8(=) |
| 06-08-2020 | 06-08-2020 | | 747(+34) | 10(+2) |
| 07-08-2020 | 07-08-2020 | | 784(+37) | 10(=) |
| 08-08-2020 | 08-08-2020 | | 810(+26) | 10(=) |
| 09-08-2020 | 09-08-2020 | | 841(+31) | 11(+1) |
| 10-08-2020 | 10-08-2020 | | 847(+6) | 15(+4) |
| 11-08-2020 | 11-08-2020 | | 863(+16) | 16(+1) |
| 12-08-2020 | 12-08-2020 | | 880(+17) | 17(+1) |
| 13-08-2020 | 13-08-2020 | | 905(+25) | 20(+3) |
| 14-08-2020 | 14-08-2020 | | 929(+24) | 21(+1) |
| 15-08-2020 | 15-08-2020 | | 950(+21) | 23(+2) |
| 16-08-2020 | 16-08-2020 | | 962(+12) | 24(+1) |
| 17-08-2020 | 17-08-2020 | | 976(+14) | 24(=) |
| 18-08-2020 | 18-08-2020 | | 989(+13) | 25(+1) |
| 19-08-2020 | 19-08-2020 | | 993(+4) | 25(=) |
| 20-08-2020 | 20-08-2020 | | 1 007(+14) | 25(=) |
| 21-08-2020 | 21-08-2020 | | 1 009(+2) | 25(=) |
| 22-08-2020 | 22-08-2020 | | 1 014(+5) | 26(+1) |
| 23-08-2020 | 23-08-2020 | | 1 016(+2) | 27(+1) |
| 24-08-2020 | 24-08-2020 | | 1 022(+6) | 27(=) |
| 25-08-2020 | 25-08-2020 | | 1 029(+7) | 27(=) |
| 26-08-2020 | 26-08-2020 | | 1 034(+5) | 29(+2) |
| 27-08-2020 | 27-08-2020 | | 1 036(+2) | 30(+1) |
| 28-08-2020 | 28-08-2020 | | 1 038(+2) | 30(=) |
| 29-08-2020 | 29-08-2020 | | 1 040(+2) | 32(+2) |
| 30-08-2020 | 30-08-2020 | | 1 040(=) | 32(=) |
| 31-08-2020 | 31-08-2020 | | 1 044(+4) | 34(+2) |
| 01-09-2020 | 01-09-2020 | | 1 044(=) | 34(=) |
| 02-09-2020 | 02-09-2020 | | 1 046(+2) | 34(=) |
| 03-09-2020 | 03-09-2020 | | 1 046(=) | 35(+1) |
| 04-09-2020 | 04-09-2020 | | 1 049(+3) | 35(=) |
| 05-09-2020 | 05-09-2020 | | 1 049(=) | 35(=) |
| 06-09-2020 | 06-09-2020 | | 1 049(=) | 35(=) |
| 07-09-2020 | 07-09-2020 | | 1 049(=) | 35(=) |
| 08-09-2020 | 08-09-2020 | | 1 054(+5) | 35(=) |
| 09-09-2020 | 09-09-2020 | | 1 059(+5) | 35(=) |
| 10-09-2020 | 10-09-2020 | | 1 059(=) | 35(=) |
| 11-09-2020 | 11-09-2020 | | 1 060(+1) | 35(=) |
| 12-09-2020 | 12-09-2020 | | 1 060(=) | 35(=) |
| 13-09-2020 | 13-09-2020 | | 1 063(+3) | 35(=) |
| 14-09-2020 | 14-09-2020 | | 1 063(=) | 35(=) |
| 15-09-2020 | 15-09-2020 | | 1 063(=) | 35(=) |
| 16-09-2020 | 16-09-2020 | | 1 063(=) | 35(=) |
| 17-09-2020 | 17-09-2020 | | 1 066(+3) | 35(=) |
| 18-09-2020 | 18-09-2020 | | 1 068(+2) | 35(=) |
| 19-09-2020 | 19-09-2020 | | 1 068(=) | 35(=) |
| 20-09-2020 | 20-09-2020 | | 1 068(=) | 35(=) |
| 21-09-2020 | 21-09-2020 | | 1 068(=) | 35(=) |
| 22-09-2020 | 22-09-2020 | | 1 068(=) | 35(=) |
| 23-09-2020 | 23-09-2020 | | 1 069(+1) | 35(=) |
| 24-09-2020 | 24-09-2020 | | 1 069(=) | 35(=) |
| 25-09-2020 | 25-09-2020 | | 1 069(=) | 35(=) |
| 26-09-2020 | 26-09-2020 | | 1 069(=) | 35(=) |
| 27-09-2020 | 27-09-2020 | | 1 074(+5) | 35(=) |
| 28-09-2020 | 28-09-2020 | | 1 077(+3) | 35(=) |
| 29-09-2020 | 29-09-2020 | | 1 094(+17) | 35(=) |
| 30-09-2020 | 30-09-2020 | | 1 094(=) | 35(=) |
| 01-10-2020 | 01-10-2020 | | 1 095(+1) | 35(=) |
| 02-10-2020 | 02-10-2020 | | 1 096(+1) | 35(=) |
| 03-10-2020 | 03-10-2020 | | 1 096(=) | 35(=) |
| 04-10-2020 | 04-10-2020 | | 1 096(=) | 35(=) |
| 05-10-2020 | 05-10-2020 | | 1 097(+1) | 35(=) |
| 06-10-2020 | 06-10-2020 | | 1 098(+1) | 35(=) |
| 07-10-2020 | 07-10-2020 | | 1 099(+1) | 35(=) |
| 08-10-2020 | 08-10-2020 | | 1 100(+1) | 35(=) |
| 09-10-2020 | 09-10-2020 | | 1 105(+5) | 35(=) |
| 10-10-2020 | 10-10-2020 | | 1 107(+2) | 35(=) |
| 11-10-2020 | 11-10-2020 | | 1 109(+2) | 35(=) |
| 12-10-2020 | 12-10-2020 | | 1 110(+1) | 35(=) |
| 13-10-2020 | 13-10-2020 | | 1 113(+3) | 35(=) |
| 14-10-2020 | 14-10-2020 | | 1 122(+9) | 35(=) |
| 15-10-2020 | 15-10-2020 | | 1 124(+2) | 35(=) |
| 16-10-2020 | 16-10-2020 | | 1 124(=) | 35(=) |
| 17-10-2020 | 17-10-2020 | | 1 126(+2) | 35(=) |
| 18-10-2020 | 18-10-2020 | | 1 134(+8) | 35(=) |
| 19-10-2020 | 19-10-2020 | | 1 140(+6) | 35(=) |
| 20-10-2020 | 20-10-2020 | | 1 141(+1) | 35(=) |
| 21-10-2020 | 21-10-2020 | | 1 144(+3) | 35(=) |
| 22-10-2020 | 22-10-2020 | | 1 148(+4) | 35(=) |
| 23-10-2020 | 23-10-2020 | | 1 148(=) | 35(=) |
| 24-10-2020 | 24-10-2020 | | 1 160(+12) | 35(=) |
| 25-10-2020 | 25-10-2020 | | 1 168(+8) | 35(=) |
| 26-10-2020 | 26-10-2020 | | 1 169(+1) | 35(=) |
| 27-10-2020 | 27-10-2020 | | 1 172(+3) | 35(=) |
| 28-10-2020 | 28-10-2020 | | 1 173(+1) | 35(=) |
| 29-10-2020 | 29-10-2020 | | 1 177(+4) | 35(=) |
| 30-10-2020 | 30-10-2020 | | 1 177(=) | 35(=) |
| 31-10-2020 | 31-10-2020 | | 1 180(+3) | 35(=) |
| 01-11-2020 | 01-11-2020 | | 1 180(=) | 35(=) |
| 02-11-2020 | 02-11-2020 | | 1 192(+12) | 35(=) |
| 03-11-2020 | 03-11-2020 | | 1 202(+10) | 35(=) |
| 04-11-2020 | 04-11-2020 | | 1 206(+4) | 35(=) |
| 05-11-2020 | 05-11-2020 | | 1 207(+1) | 35(=) |
| 06-11-2020 | 06-11-2020 | | 1 212(+5) | 35(=) |
| 07-11-2020 | 07-11-2020 | | 1 213(+1) | 35(=) |
| 08-11-2020 | 08-11-2020 | | 1 213(=) | 35(=) |
| 09-11-2020 | 09-11-2020 | | 1 215(+2) | 35(=) |
| 10-11-2020 | 10-11-2020 | | 1 226(+11) | 35(=) |
| 11-11-2020 | 11-11-2020 | | 1 252(+26) | 35(=) |
| 12-11-2020 | 12-11-2020 | | 1 253(+1) | 35(=) |
| 13-11-2020 | 13-11-2020 | | 1 256(+3) | 35(=) |
| 14-11-2020 | 14-11-2020 | | 1 256(=) | 35(=) |
| 15-11-2020 | 15-11-2020 | | 1 281(+25) | 35(=) |
| 16-11-2020 | 16-11-2020 | | 1 283(+2) | 35(=) |
| 17-11-2020 | 17-11-2020 | | 1 288(+5) | 35(=) |
| 18-11-2020 | 18-11-2020 | | 1 300(+12) | 35(=) |
| 19-11-2020 | 19-11-2020 | | 1 304(+4) | 35(=) |
| 20-11-2020 | 20-11-2020 | | 1 305(+1) | 35(=) |
| 21-11-2020 | 21-11-2020 | | 1 306(+1) | 35(=) |
| 22-11-2020 | 22-11-2020 | | 1 307(+1) | 35(=) |
| 23-11-2020 | 23-11-2020 | | 1 312(+5) | 35(=) |
| 24-11-2020 | 24-11-2020 | | 1 316(+4) | 35(=) |
| 25-11-2020 | 25-11-2020 | | 1 321(+5) | 35(=) |
| 26-11-2020 | 26-11-2020 | | 1 331(+10) | 35(=) |
| 27-11-2020 | 27-11-2020 | | 1 339(+8) | 35(=) |
| 28-11-2020 | 28-11-2020 | | 1 341(+2) | 35(=) |
| 29-11-2020 | 29-11-2020 | | 1 343(+2) | 35(=) |
| 30-11-2020 | 30-11-2020 | | 1 346(+3) | 35(=) |
| 01-12-2020 | 01-12-2020 | | 1 351(+5) | 35(=) |
| 02-12-2020 | 02-12-2020 | | 1 358(+7) | 35(=) |
| 03-12-2020 | 03-12-2020 | | 1 361(+3) | 35(=) |
| 04-12-2020 | 04-12-2020 | | 1 361(=) | 35(=) |
| 05-12-2020 | 05-12-2020 | | 1 365(+4) | 35(=) |
| 06-12-2020 | 06-12-2020 | | 1 366(+1) | 35(=) |
| 07-12-2020 | 07-12-2020 | | 1 367(+1) | 35(=) |
| 08-12-2020 | 08-12-2020 | | 1 377(+10) | 35(=) |
| 09-12-2020 | 09-12-2020 | | 1 381(+4) | 35(=) |
| 10-12-2020 | 10-12-2020 | | 1 385(+4) | 35(=) |
| 11-12-2020 | 11-12-2020 | | 1 391(+6) | 35(=) |
| 12-12-2020 | 12-12-2020 | | 1 395(+4) | 35(=) |
| 13-12-2020 | 13-12-2020 | | 1 397(+2) | 35(=) |
| 14-12-2020 | 14-12-2020 | | 1 402(+5) | 35(=) |
| 15-12-2020 | 15-12-2020 | | 1 405(+3) | 35(=) |
| 16-12-2020 | 16-12-2020 | | 1 405(=) | 35(=) |
| 17-12-2020 | 17-12-2020 | | 1 407(+2) | 35(=) |
| 18-12-2020 | 18-12-2020 | | 1 410(+3) | 35(=) |
| 19-12-2020 | 19-12-2020 | | 1 411(+1) | 35(=) |
| 20-12-2020 | 20-12-2020 | | 1 413(+2) | 35(=) |
| 21-12-2020 | 21-12-2020 | | 1 414(+1) | 35(=) |
| 22-12-2020 | 22-12-2020 | | 1 420(+6) | 35(=) |
| 23-12-2020 | 23-12-2020 | | 1 421(+1) | 35(=) |
| 24-12-2020 | 24-12-2020 | | 1 433(+12) | 35(=) |
| 25-12-2020 | 25-12-2020 | | 1 439(+6) | 35(=) |
| 26-12-2020 | 26-12-2020 | | 1 440(+1) | 35(=) |
| 27-12-2020 | 27-12-2020 | | 1 441(+1) | 35(=) |
| 28-12-2020 | 28-12-2020 | | 1 451(+10) | 35(=) |
| 29-12-2020 | 29-12-2020 | | 1 454(+3) | 35(=) |
| 30-12-2020 | 30-12-2020 | | 1 456(+2) | 35(=) |
| 31-12-2020 | 31-12-2020 | | 1 465(+9) | 35(=) |
| 01-01-2021 | 01-01-2021 | | 1 474(+9) | 35(=) |
| 02-01-2021 | 02-01-2021 | | 1 482(+8) | 35(=) |
| 03-01-2021 | 03-01-2021 | | 1 492(+10) | 35(=) |
| 04-01-2021 | 04-01-2021 | | 1 497(+5) | 35(=) |
| 05-01-2021 | 05-01-2021 | | 1 504(+7) | 35(=) |
| 06-01-2021 | 06-01-2021 | | 1 505(+1) | 35(=) |
| 07-01-2021 | 07-01-2021 | | 1 509(+4) | 35(=) |
| 08-01-2021 | 08-01-2021 | | 1 512(+3) | 35(=) |
| 09-01-2021 | 09-01-2021 | | 1 513(+1) | 35(=) |
| 10-01-2021 | 10-01-2021 | | 1 514(+1) | 35(=) |
| 11-01-2021 | 11-01-2021 | | 1 515(+1) | 35(=) |
| 12-01-2021 | 12-01-2021 | | 1 520(+5) | 35(=) |
| 13-01-2021 | 13-01-2021 | | 1 521(+1) | 35(=) |
| 14-01-2021 | 14-01-2021 | | 1 531(+10) | 35(=) |
| 15-01-2021 | 15-01-2021 | | 1 536(+5) | 35(=) |
| 16-01-2021 | 16-01-2021 | | 1 537(+1) | 35(=) |
| 17-01-2021 | 17-01-2021 | | 1 537(=) | 35(=) |
| 18-01-2021 | 18-01-2021 | | 1 539(+2) | 35(=) |
| 19-01-2021 | 19-01-2021 | | 1 540(+1) | 35(=) |
| 20-01-2021 | 20-01-2021 | | 1 544(+4) | 35(=) |
| 21-01-2021 | 21-01-2021 | | 1 546(+2) | 35(=) |
| 22-01-2021 | 22-01-2021 | | 1 548(+2) | 35(=) |
| 23-01-2021 | 23-01-2021 | | 1 548(=) | 35(=) |
| 24-01-2021 | 24-01-2021 | | 1 548(=) | 35(=) |
| 25-01-2021 | 25-01-2021 | | 1 549(+1) | 35(=) |
| 26-01-2021 | 26-01-2021 | | 1 551(+2) | 35(=) |
| 27-01-2021 | 27-01-2021 | | 1 551(=) | 35(=) |
| 28-01-2021 | 28-01-2021 | | 1 642(+91) | 35(=) |
| 29-01-2021 | 29-01-2021 | | 1 705(+63) | 35(=) |
| 30-01-2021 | 30-01-2021 | | 1 767(+62) | 35(=) |
| 31-01-2021 | 31-01-2021 | | 1 817(+50) | 35(=) |
| 01-02-2021 | 01-02-2021 | | 1 850(+33) | 35(=) |
| 02-02-2021 | 02-02-2021 | | 1 882(+32) | 35(=) |
| 03-02-2021 | 03-02-2021 | | 1 911(+29) | 35(=) |
| 04-02-2021 | 04-02-2021 | | 1 957(+46) | 35(=) |
| 05-02-2021 | 05-02-2021 | | 1 976(+19) | 35(=) |
| 06-02-2021 | 06-02-2021 | | 1 981(+5) | 35(=) |
| 07-02-2021 | 07-02-2021 | | 2 001(+20) | 35(=) |
| 08-02-2021 | 08-02-2021 | | 2 050(+49) | 35(=) |
| 09-02-2021 | 09-02-2021 | | 2 069(+19) | 35(=) |
| 10-02-2021 | 10-02-2021 | | 2 091(+22) | 35(=) |
| 11-02-2021 | 11-02-2021 | | 2 140(+49) | 35(=) |
| 12-02-2021 | 12-02-2021 | | 2 142(+2) | 35(=) |
| 13-02-2021 | 13-02-2021 | | 2 195(+53) | 35(=) |
| 14-02-2021 | 14-02-2021 | | 2 228(+33) | 35(=) |
| 15-02-2021 | 15-02-2021 | | 2 269(+41) | 35(=) |
| 16-02-2021 | 16-02-2021 | | 2 311(+42) | 35(=) |
| 17-02-2021 | 17-02-2021 | | 2 329(+18) | 35(=) |
| 18-02-2021 | 18-02-2021 | | 2 347(+18) | 35(=) |
| 19-02-2021 | 19-02-2021 | | 2 362(+15) | 35(=) |
| 20-02-2021 | 20-02-2021 | | 2 368(+6) | 35(=) |
| 21-02-2021 | 21-02-2021 | | 2 383(+15) | 35(=) |
| 22-02-2021 | 22-02-2021 | | 2 392(+9) | 35(=) |
| 23-02-2021 | 23-02-2021 | | 2 401(+9) | 35(=) |
| 24-02-2021 | 24-02-2021 | | 2 412(+11) | 35(=) |
| 25-02-2021 | 25-02-2021 | | 2 420(+8) | 35(=) |
| 26-02-2021 | 26-02-2021 | | 2 426(+6) | 35(=) |
| 27-02-2021 | 27-02-2021 | | 2 432(+6) | 35(=) |
| 28-02-2021 | 28-02-2021 | | 2 448(+16) | 35(=) |
| 01-03-2021 | 01-03-2021 | | 2 461(+13) | 35(=) |
| 02-03-2021 | 02-03-2021 | | 2 472(+11) | 35(=) |
| 03-03-2021 | 03-03-2021 | | 2 482(+10) | 35(=) |
| 04-03-2021 | 04-03-2021 | | 2 488(+6) | 35(=) |
| 05-03-2021 | 05-03-2021 | | 2 494(+6) | 35(=) |
| 06-03-2021 | 06-03-2021 | | 2 507(+13) | 35(=) |
| 07-03-2021 | 07-03-2021 | | 2 512(+5) | 35(=) |
| 08-03-2021 | 08-03-2021 | | 2 524(+12) | 35(=) |
| 09-03-2021 | 09-03-2021 | | 2 526(+2) | 35(=) |
| 10-03-2021 | 10-03-2021 | | 2 529(+3) | 35(=) |
| 11-03-2021 | 11-03-2021 | | 2 533(+4) | 35(=) |
| 12-03-2021 | 12-03-2021 | | 2 550(+17) | 35(=) |
| 13-03-2021 | 13-03-2021 | | 2 553(+3) | 35(=) |
| 14-03-2021 | 14-03-2021 | | 2 554(+1) | 35(=) |
| 15-03-2021 | 15-03-2021 | | 2 557(+3) | 35(=) |
| 16-03-2021 | 16-03-2021 | | 2 560(+3) | 35(=) |
| 17-03-2021 | 17-03-2021 | | 2 567(+7) | 35(=) |
| 18-03-2021 | 18-03-2021 | | 2 570(+3) | 35(=) |
| 19-03-2021 | 19-03-2021 | | 2 571(+1) | 35(=) |
| 20-03-2021 | 20-03-2021 | | 2 572(+1) | 35(=) |
| 21-03-2021 | 21-03-2021 | | 2 572(=) | 35(=) |
| 22-03-2021 | 22-03-2021 | | 2 575(+3) | 35(=) |
| 23-03-2021 | 23-03-2021 | | 2 576(+1) | 35(=) |
| 24-03-2021 | 24-03-2021 | | 2 576(=) | 35(=) |
| 25-03-2021 | 25-03-2021 | | 2 579(+3) | 35(=) |
| 26-03-2021 | 26-03-2021 | | 2 586(+7) | 35(=) |
| 27-03-2021 | 27-03-2021 | | 2 586(=) | 35(=) |
| 28-03-2021 | 28-03-2021 | | 2 591(+5) | 35(=) |
| 29-03-2021 | 29-03-2021 | | 2 594(+3) | 35(=) |
| 30-03-2021 | 30-03-2021 | | 2 594(=) | 35(=) |
| 31-03-2021 | 31-03-2021 | | 2 603(+9) | 35(=) |
| 01-04-2021 | 01-04-2021 | | 2 617(+14) | 35(=) |
| 02-04-2021 | 02-04-2021 | | 2 620(+3) | 35(=) |
| 03-04-2021 | 03-04-2021 | | 2 626(+6) | 35(=) |
| 04-04-2021 | 04-04-2021 | | 2 631(+5) | 35(=) |
| 05-04-2021 | 05-04-2021 | | 2 637(+6) | 35(=) |
| 06-04-2021 | 06-04-2021 | | 2 648(+11) | 35(=) |
| 07-04-2021 | 07-04-2021 | | 2 659(+11) | 35(=) |
| 08-04-2021 | 08-04-2021 | | 2 668(+9) | 35(=) |
| 09-04-2021 | 09-04-2021 | | 2 683(+15) | 35(=) |
| 10-04-2021 | 10-04-2021 | | 2 692(+9) | 35(=) |
| 11-04-2021 | 11-04-2021 | | 2 693(+1) | 35(=) |
| 12-04-2021 | 12-04-2021 | | 2 705(+12) | 35(=) |
| 13-04-2021 | 13-04-2021 | | 2 714(+9) | 35(=) |
| 14-04-2021 | 14-04-2021 | | 2 733(+19) | 35(=) |
| 15-04-2021 | 15-04-2021 | | 2 758(+25) | 35(=) |
| 16-04-2021 | 16-04-2021 | | 2 772(+14) | 35(=) |
| 17-04-2021 | 17-04-2021 | | 2 781(+9) | 35(=) |
| 18-04-2021 | 18-04-2021 | | 2 784(+3) | 35(=) |
| 19-04-2021 | 19-04-2021 | | 2 791(+7) | 35(=) |
| 20-04-2021 | 20-04-2021 | | 2 801(+10) | 35(=) |
| 21-04-2021 | 21-04-2021 | | 2 806(+5) | 35(=) |
| 22-04-2021 | 22-04-2021 | | 2 816(+10) | 35(=) |
| 23-04-2021 | 23-04-2021 | | 2 830(+14) | 35(=) |
| 24-04-2021 | 24-04-2021 | | 2 833(+3) | 35(=) |
| 25-04-2021 | 25-04-2021 | | 2 843(+10) | 35(=) |
| 26-04-2021 | 26-04-2021 | | 2 852(+9) | 35(=) |
| 27-04-2021 | 27-04-2021 | | 2 857(+5) | 35(=) |
| 28-04-2021 | 28-04-2021 | | 2 865(+8) | 35(=) |
| 29-04-2021 | 29-04-2021 | | 2 910(+45) | 35(=) |
| 30-04-2021 | 30-04-2021 | | 2 928(+18) | 35(=) |
| 01-05-2021 | 01-05-2021 | | 2 942(+14) | 35(=) |
| 02-05-2021 | 02-05-2021 | | 2 962(+20) | 35(=) |
| 03-05-2021 | 03-05-2021 | | 2 981(+19) | 35(=) |
| 04-05-2021 | 04-05-2021 | | 2 996(+15) | 35(=) |
| 05-05-2021 | 05-05-2021 | | 3 022(+26) | 35(=) |
| 06-05-2021 | 06-05-2021 | | 3 090(+68) | 35(=) |
| 07-05-2021 | 07-05-2021 | | 3 137(+47) | 35(=) |
| 08-05-2021 | 08-05-2021 | | 3 230(+93) | 35(=) |
| 09-05-2021 | 09-05-2021 | | 3 332(+102) | 35(=) |
| 10-05-2021 | 10-05-2021 | | 3 461(+129) | 35(=) |
| 11-05-2021 | 11-05-2021 | | 3 537(+76) | 35(=) |
| 12-05-2021 | 12-05-2021 | | 3 623(+86) | 35(=) |
| 13-05-2021 | 13-05-2021 | | 3 710(+87) | 35(=) |
| 14-05-2021 | 14-05-2021 | | 3 816(+106) | 35(=) |
| 15-05-2021 | 15-05-2021 | | 3 985(+169) | 36(+1) |
| 16-05-2021 | 16-05-2021 | | 4 175(+190) | 36(=) |
| 17-05-2021 | 17-05-2021 | | 4 359(+184) | 37(+1) |
| 18-05-2021 | 18-05-2021 | | 4 512(+153) | 37(=) |
| 19-05-2021 | 19-05-2021 | | 4 690(+178) | 37(=) |
| 20-05-2021 | 20-05-2021 | | 4 809(+119) | 39(+2) |
| 21-05-2021 | 21-05-2021 | | 4 941(+132) | 41(+2) |
| 22-05-2021 | 22-05-2021 | | 5 086(+145) | 41(=) |
| 23-05-2021 | 23-05-2021 | | 5 217(+131) | 42(+1) |
| 24-05-2021 | 24-05-2021 | | 5 404(+187) | 44(+2) |
| 25-05-2021 | 25-05-2021 | | 5 851(+447) | 44(=) |
| 26-05-2021 | 26-05-2021 | | 6 086(+235) | 45(+1) |
| 27-05-2021 | 27-05-2021 | | 6 316(+230) | 46(+1) |
| 28-05-2021 | 28-05-2021 | | 6 570(+254) | 47(+1) |
| 29-05-2021 | 29-05-2021 | | 6 856(+286) | 47(=) |
| 30-05-2021 | 30-05-2021 | | 7 107(+251) | 47(=) |
| 31-05-2021 | 31-05-2021 | | 7 321(+214) | 47(=) |
| 01-06-2021 | 01-06-2021 | | 7 572(+251) | 48(+1) |
| 02-06-2021 | 02-06-2021 | | 7 813(+241) | 49(+1) |
| 03-06-2021 | 03-06-2021 | | 8 063(+250) | 49(=) |
| 04-06-2021 | 04-06-2021 | | 8 287(+224) | 51(+2) |
| 05-06-2021 | 05-06-2021 | | 8 541(+254) | 53(+2) |
| 06-06-2021 | 06-06-2021 | | 8 747(+206) | 53(=) |
| 07-06-2021 | 07-06-2021 | | 8 983(+236) | 53(=) |
| 08-06-2021 | 08-06-2021 | | 9 158(+175) | 55(+2) |
| 09-06-2021 | 09-06-2021 | | 9 565(+407) | 55(=) |
| 10-06-2021 | 10-06-2021 | | 9 784(+219) | 55(=) |
| 11-06-2021 | 11-06-2021 | | 9 980(+196) | 57(+2) |
| 12-06-2021 | 12-06-2021 | | 10 241(+261) | 58(+1) |
| 13-06-2021 | 13-06-2021 | | 10 538(+297) | 59(+1) |
| 14-06-2021 | 14-06-2021 | | 10 810(+272) | 61(+2) |
| 15-06-2021 | 15-06-2021 | | 11 212(+402) | 61(=) |
| 16-06-2021 | 16-06-2021 | | 11 635(+423) | 61(=) |
| 17-06-2021 | 17-06-2021 | | 12 150(+515) | 61(=) |
| 18-06-2021 | 18-06-2021 | | 12 414(+264) | 62(+1) |
| 19-06-2021 | 19-06-2021 | | 12 900(+486) | 64(+2) |
| 20-06-2021 | 20-06-2021 | | 13 211(+311) | 66(+2) |
| 21-06-2021 | 21-06-2021 | | 13 483(+272) | 69(+3) |
| 22-06-2021 | 22-06-2021 | | 13 727(+244) | 69(=) |
| 23-06-2021 | 23-06-2021 | | 13 947(+220) | 70(+1) |
| 24-06-2021 | 24-06-2021 | | 14 232(+285) | 72(+2) |
| 25-06-2021 | 25-06-2021 | | 14 537(+305) | 74(+2) |
| 26-06-2021 | 26-06-2021 | | 15 275(+738) | 74(=) |
| 27-06-2021 | 27-06-2021 | | 15 643(+368) | 76(+2) |
| 28-06-2021 | 28-06-2021 | | 16 041(+398) | 76(=) |
| 29-06-2021 | 29-06-2021 | | 16 413(+372) | 80(+4) |
| 30-06-2021 | 30-06-2021 | | 16 863(+450) | 81(+1) |
| 01-07-2021 | 01-07-2021 | | 17 576(+713) | 81(=) |
| 02-07-2021 | 02-07-2021 | | 18 121(+545) | 84(+3) |
| 03-07-2021 | 03-07-2021 | | 19 043(+922) | 84(=) |
| 04-07-2021 | 04-07-2021 | | 19 933(+890) | 86(+2) |
| 05-07-2021 | 05-07-2021 | | 21 035(+1 102) | 90(+4) |
| 06-07-2021 | 06-07-2021 | | 22 064(+1 029) | 94(+4) |
| 07-07-2021 | 07-07-2021 | | 23 071(+1 007) | 102(+8) |
| 08-07-2021 | 08-07-2021 | | 24 385(+1 314) | 105(+3) |
| 09-07-2021 | 09-07-2021 | | 26 010(+1 625) | 110(+5) |
| 10-07-2021 | 10-07-2021 | | 27 863(+1 853) | 112(+2) |
| 11-07-2021 | 11-07-2021 | | 29 816(+1 953) | 119(+7) |
| 12-07-2021 | 12-07-2021 | | 32 199(+2 383) | 125(+6) |
| 13-07-2021 | 13-07-2021 | | 34 500(+2 301) | 132(+7) |
| 14-07-2021 | 14-07-2021 | | 37 434(+2 934) | 138(+6) |
| 15-07-2021 | 15-07-2021 | | 40 850(+3 416) | 207(+69) |
| 16-07-2021 | 16-07-2021 | | 44 186(+3 336) | 225(+18) |
| 17-07-2021 | 17-07-2021 | | 47 904(+3 718) | 225(=) |
| 18-07-2021 | 18-07-2021 | | 53 830(+5 926) | 254(+29) |
| 19-07-2021 | 19-07-2021 | | 58 025(+4 195) | 334(+80) |
| 20-07-2021 | 20-07-2021 | | 62 820(+4 795) | 334(=) |
| 21-07-2021 | 21-07-2021 | | 68 177(+5 357) | 370(+36) |
| 22-07-2021 | 22-07-2021 | | 74 371(+6 194) | 370(=) |
| 23-07-2021 | 23-07-2021 | | 81 678(+7 307) | 370(=) |
| 24-07-2021 | 24-07-2021 | | 90 934(+9 256) | 370(=) |
| 25-07-2021 | 25-07-2021 | | 98 465(+7 531) | 370(=) |
| 26-07-2021 | 26-07-2021 | | 106 347(+7 882) | 524(+154) |
| 27-07-2021 | 27-07-2021 | | 114 260(+7 913) | 524(=) |
| 28-07-2021 | 28-07-2021 | | 120 819(+6 559) | 524(=) |
| 29-07-2021 | 29-07-2021 | | 128 413(+7 594) | 863(+339) |
| 30-07-2021 | 30-07-2021 | | 137 062(+8 649) | 1 161(+298) |
| 31-07-2021 | 31-07-2021 | | 145 686(+8 624) | 1 306(+145) |
| 01-08-2021 | 01-08-2021 | | 154 306(+8 620) | 1 306(=) |
| 02-08-2021 | 02-08-2021 | | 161 761(+7 455) | 1 695(+389) |
| 03-08-2021 | 03-08-2021 | | 170 190(+8 429) | 2 071(+376) |
| 04-08-2021 | 04-08-2021 | | 177 813(+7 623) | 2 327(+256) |
| 05-08-2021 | 05-08-2021 | | 185 057(+7 244) | 2 720(+393) |
| 06-08-2021 | 06-08-2021 | | 193 381(+8 324) | 3 016(+296) |
| 07-08-2021 | 07-08-2021 | | 200 715(+7 334) | 3 016(=) |
| 08-08-2021 | 08-08-2021 | | 210 405(+9 690) | 3 397(+381) |
| 09-08-2021 | 09-08-2021 | | 219 745(+9 340) | 3 757(+360) |
| 10-08-2021 | 10-08-2021 | | 228 135(+8 390) | 4 145(+388) |
| 11-08-2021 | 11-08-2021 | | 236 901(+8 766) | 4 487(+342) |
| 12-08-2021 | 12-08-2021 | | 246 568(+9 667) | 4 813(+326) |
| 13-08-2021 | 13-08-2021 | | 255 748(+9 180) | 5 088(+275) |
| 14-08-2021 | 14-08-2021 | | 265 464(+9 716) | 5 437(+349) |
| 15-08-2021 | 15-08-2021 | | 275 044(+9 580) | 5 774(+337) |
| 16-08-2021 | 16-08-2021 | | 283 672(+8 628) | 6 141(+367) |
| 17-08-2021 | 17-08-2021 | | 293 301(+9 629) | 6 472(+331) |
| 18-08-2021 | 18-08-2021 | | 301 957(+8 656) | 6 770(+298) |
| 19-08-2021 | 19-08-2021 | | 312 611(+10 654) | 7 150(+380) |
| 20-08-2021 | 20-08-2021 | | 323 268(+10 657) | 7 540(+390) |
| 21-08-2021 | 21-08-2021 | | 336 707(+13 439) | 7 908(+368) |
| 22-08-2021 | 22-08-2021 | | 348 059(+11 352) | 8 277(+369) |
| 23-08-2021 | 23-08-2021 | | 358 456(+10 397) | 8 666(+389) |
| 24-08-2021 | 24-08-2021 | | 369 279(+10 823) | 9 014(+348) |
| 25-08-2021 | 25-08-2021 | | 381 363(+12 084) | 9 349(+335) |
| 26-08-2021 | 26-08-2021 | | 392 938(+11 575) | 9 667(+318) |
| 27-08-2021 | 27-08-2021 | | 410 366(+17 428) | 10 053(+386) |
| 28-08-2021 | 28-08-2021 | | 422 469(+12 103) | 10 405(+352) |
| 29-08-2021 | 29-08-2021 | | 435 132(+12 663) | 10 749(+344) |
| 30-08-2021 | 30-08-2021 | | 449 489(+14 357) | 11 064(+315) |
| 31-08-2021 | 31-08-2021 | | 462 096(+12 607) | 11 504(+440) |
| 01-09-2021 | 01-09-2021 | | 473 530(+11 434) | 11 868(+364) |
| 02-09-2021 | 02-09-2021 | | 486 727(+13 197) | 12 138(+270) |
| 03-09-2021 | 03-09-2021 | | 501 649(+14 922) | 12 446(+308) |
| 04-09-2021 | 04-09-2021 | | 511 170(+9 521) | 12 793(+347) |
| 05-09-2021 | 05-09-2021 | | 524 307(+13 137) | 13 074(+281) |
| 06-09-2021 | 06-09-2021 | | 536 788(+12 481) | 13 385(+311) |
| 07-09-2021 | 07-09-2021 | | 550 996(+14 208) | 13 701(+316) |
| 08-09-2021 | 08-09-2021 | | 563 676(+12 680) | 14 135(+434) |
| 09-09-2021 | 09-09-2021 | | 576 096(+12 420) | 14 470(+335) |
| 10-09-2021 | 10-09-2021 | | 589 417(+13 321) | 14 745(+275) |
| 11-09-2021 | 11-09-2021 | | 601 349(+11 932) | 15 018(+273) |
| 12-09-2021 | 12-09-2021 | | 613 375(+12 026) | 15 279(+261) |
| 13-09-2021 | 13-09-2021 | | 624 547(+11 172) | 15 660(+381) |
| 14-09-2021 | 14-09-2021 | | 635 055(+10 508) | 15 936(+276) |
| 15-09-2021 | 15-09-2021 | | 645 640(+10 585) | 16 186(+250) |
| 16-09-2021 | 16-09-2021 | | 656 129(+10 489) | 16 425(+239) |
| 17-09-2021 | 17-09-2021 | | 667 650(+11 521) | 16 637(+212) |
| 18-09-2021 | 18-09-2021 | | 677 023(+9 373) | 16 857(+220) |
| 19-09-2021 | 19-09-2021 | | 687 063(+10 040) | 17 090(+233) |
| 20-09-2021 | 20-09-2021 | | 695 744(+8 681) | 17 305(+215) |
| 21-09-2021 | 21-09-2021 | | 707 436(+11 692) | 17 545(+240) |
| 22-09-2021 | 22-09-2021 | | 718 963(+11 527) | 17 781(+236) |
| 23-09-2021 | 23-09-2021 | | 728 435(+9 472) | 18 017(+236) |
| 24-09-2021 | 24-09-2021 | | 736 972(+8 537) | 18 220(+203) |
| 25-09-2021 | 25-09-2021 | | 746 678(+9 706) | 18 400(+180) |
| 26-09-2021 | 26-09-2021 | | 756 689(+10 011) | 18 584(+184) |
| 27-09-2021 | 27-09-2021 | | 766 051(+9 362) | 18 758(+174) |
| 28-09-2021 | 28-09-2021 | | 774 057(+8 006) | 18 936(+178) |
| 29-09-2021 | 29-09-2021 | | 782 815(+8 758) | 19 098(+162) |
| 30-09-2021 | 30-09-2021 | | 790 755(+7 940) | 19 301(+203) |
| 01-10-2021 | 01-10-2021 | | 797 712(+6 957) | 19 437(+136) |
| 02-10-2021 | 02-10-2021 | | 803 202(+5 490) | 19 601(+164) |
| 03-10-2021 | 03-10-2021 | | 808 578(+5 376) | 19 715(+114) |
| 04-10-2021 | 04-10-2021 | | 813 961(+5 383) | 19 845(+130) |
| 05-10-2021 | 05-10-2021 | | 818 324(+4 363) | 19 979(+134) |
| 06-10-2021 | 06-10-2021 | | 822 687(+4 363) | 20 098(+119) |
| 07-10-2021 | 07-10-2021 | | 826 837(+4 150) | 20 223(+125) |
| 08-10-2021 | 08-10-2021 | | 831 643(+4 806) | 20 337(+114) |
| 09-10-2021 | 09-10-2021 | | 836 134(+4 491) | 20 442(+105) |
| 10-10-2021 | 10-10-2021 | | 839 662(+3 528) | 20 555(+113) |
| 11-10-2021 | 11-10-2021 | | 843 281(+3 619) | 20 670(+115) |
| 12-10-2021 | 12-10-2021 | | 846 230(+2 949) | 20 763(+93) |
| 13-10-2021 | 13-10-2021 | | 849 691(+3 461) | 20 869(+106) |
| 14-10-2021 | 14-10-2021 | | 853 842(+4 151) | 20 950(+81) |
| 15-10-2021 | 15-10-2021 | | 857 639(+3 797) | 21 043(+93) |
| 16-10-2021 | 16-10-2021 | | 860 860(+3 221) | 21 131(+88) |
| 17-10-2021 | 17-10-2021 | | 864 053(+3 193) | 21 194(+63) |
| 18-10-2021 | 18-10-2021 | | 867 221(+3 168) | 21 269(+75) |
| 19-10-2021 | 19-10-2021 | | 870 255(+3 034) | 21 344(+75) |
| 20-10-2021 | 20-10-2021 | | 873 901(+3 646) | 21 416(+72) |
| 21-10-2021 | 21-10-2021 | | 877 537(+3 636) | 21 487(+71) |
| 22-10-2021 | 22-10-2021 | | 881 522(+3 985) | 21 543(+56) |
| 23-10-2021 | 23-10-2021 | | 884 895(+3 373) | 21 620(+77) |
| 24-10-2021 | 24-10-2021 | | 888 940(+4 045) | 21 673(+53) |
| 25-10-2021 | 25-10-2021 | | 892 579(+3 639) | 21 738(+65) |
| 26-10-2021 | 26-10-2021 | | 896 174(+3 595) | 21 802(+64) |
| 27-10-2021 | 27-10-2021 | | 900 585(+4 411) | 21 856(+54) |
| 28-10-2021 | 28-10-2021 | | 905 477(+4 892) | 21 910(+54) |
| 29-10-2021 | 29-10-2021 | | 910 376(+4 899) | 21 966(+56) |
| 30-10-2021 | 30-10-2021 | | 915 603(+5 227) | 22 030(+64) |
| 31-10-2021 | 31-10-2021 | | 921 122(+5 519) | 22 083(+53) |
| 01-11-2021 | 01-11-2021 | | 926 720(+5 598) | 22 135(+52) |
| 02-11-2021 | 02-11-2021 | | 932 357(+5 637) | 22 205(+70) |
| 03-11-2021 | 03-11-2021 | | 939 463(+7 106) | 22 283(+78) |
| 04-11-2021 | 04-11-2021 | | 946 043(+6 580) | 22 342(+59) |
| 05-11-2021 | 05-11-2021 | | 953 547(+7 504) | 22 412(+70) |
| 06-11-2021 | 06-11-2021 | | 961 038(+7 491) | 22 470(+58) |
| 07-11-2021 | 07-11-2021 | | 968 684(+7 646) | 22 531(+61) |
| 08-11-2021 | 08-11-2021 | | 976 672(+7 988) | 22 598(+67) |
| 09-11-2021 | 09-11-2021 | | 984 805(+8 133) | 22 686(+88) |
| 10-11-2021 | 10-11-2021 | | 992 735(+7 930) | 22 765(+79) |
| 11-11-2021 | 11-11-2021 | | 1 000 897(+8 162) | 22 849(+84) |
| 12-11-2021 | 12-11-2021 | | 1 009 879(+8 982) | 22 930(+81) |
| 13-11-2021 | 13-11-2021 | | 1 018 376(+8 497) | 23 018(+88) |
| 14-11-2021 | 14-11-2021 | | 1 026 522(+8 146) | 23 082(+64) |
| 15-11-2021 | 15-11-2021 | | 1 035 138(+8 616) | 23 183(+101) |
| 16-11-2021 | 16-11-2021 | | 1 045 397(+10 259) | 23 270(+87) |
| 17-11-2021 | 17-11-2021 | | 1 055 246(+9 849) | 23 337(+67) |
| 18-11-2021 | 18-11-2021 | | 1 065 469(+10 223) | 23 476(+139) |
| 19-11-2021 | 19-11-2021 | | 1 075 094(+9 625) | 23 578(+102) |
| 20-11-2021 | 20-11-2021 | | 1 084 625(+9 531) | 23 685(+107) |
| 21-11-2021 | 21-11-2021 | | 1 094 514(+9 889) | 23 761(+76) |
| 22-11-2021 | 22-11-2021 | | 1 104 835(+10 321) | 23 951(+190) |
| 23-11-2021 | 23-11-2021 | | 1 143 967(+39 132) | 24 118(+167) |
| 24-11-2021 | 24-11-2021 | | 1 155 778(+11 811) | 24 243(+125) |
| 25-11-2021 | 25-11-2021 | | 1 168 228(+12 450) | 24 407(+164) |
| 26-11-2021 | 26-11-2021 | | 1 181 337(+13 109) | 24 544(+137) |
| 27-11-2021 | 27-11-2021 | | 1 197 404(+16 067) | 24 692(+148) |
| 28-11-2021 | 28-11-2021 | | 1 210 340(+12 936) | 24 882(+190) |
| 29-11-2021 | 29-11-2021 | | 1 224 110(+13 770) | 25 055(+173) |
| 30-11-2021 | 30-11-2021 | | 1 238 082(+13 972) | 25 252(+197) |
| 01-12-2021 | 01-12-2021 | | 1 252 590(+14 508) | 25 448(+196) |
| 02-12-2021 | 02-12-2021 | | 1 266 288(+13 698) | 25 658(+210) |
| 03-12-2021 | 03-12-2021 | | 1 280 780(+14 492) | 25 858(+200) |
| 04-12-2021 | 04-12-2021 | | 1 294 778(+13 998) | 26 061(+203) |
| 05-12-2021 | 05-12-2021 | | 1 309 092(+14 314) | 26 260(+199) |
| 06-12-2021 | 06-12-2021 | | 1 323 683(+14 591) | 26 483(+223) |
| 07-12-2021 | 07-12-2021 | | 1 337 523(+13 840) | 26 700(+217) |
| 08-12-2021 | 08-12-2021 | | 1 352 122(+14 599) | 26 930(+230) |
| 09-12-2021 | 09-12-2021 | | 1 367 433(+15 311) | 27 186(+256) |
| 10-12-2021 | 10-12-2021 | | 1 382 272(+14 839) | 27 402(+216) |
| 11-12-2021 | 11-12-2021 | | 1 398 413(+16 141) | 27 611(+209) |
| 12-12-2021 | 12-12-2021 | | 1 413 051(+14 638) | 27 839(+228) |
| 13-12-2021 | 13-12-2021 | | 1 428 428(+15 377) | 28 081(+242) |
| 14-12-2021 | 14-12-2021 | | 1 443 648(+15 220) | 28 333(+252) |
| 15-12-2021 | 15-12-2021 | | 1 459 175(+15 527) | 28 616(+283) |
| 16-12-2021 | 16-12-2021 | | 1 493 237(+34 062) | 28 857(+241) |
| 17-12-2021 | 17-12-2021 | | 1 508 473(+15 236) | 29 103(+246) |
| 18-12-2021 | 18-12-2021 | | 1 524 368(+15 895) | 29 351(+248) |
| 19-12-2021 | 19-12-2021 | | 1 540 478(+16 110) | 29 566(+215) |
| 20-12-2021 | 20-12-2021 | | 1 555 455(+14 977) | 29 791(+225) |
| 21-12-2021 | 21-12-2021 | | 1 571 780(+16 325) | 30 041(+250) |
| 22-12-2021 | 22-12-2021 | | 1 588 335(+16 555) | 30 251(+210) |
| 23-12-2021 | 23-12-2021 | | 1 604 712(+16 377) | 30 531(+280) |
| 24-12-2021 | 24-12-2021 | | 1 620 869(+16 157) | 30 766(+235) |
| 25-12-2021 | 25-12-2021 | | 1 636 455(+15 586) | 31 007(+241) |
| 26-12-2021 | 26-12-2021 | | 1 651 673(+15 218) | 31 214(+207) |
| 27-12-2021 | 27-12-2021 | | 1 666 545(+14 872) | 31 418(+204) |
| 28-12-2021 | 28-12-2021 | | 1 680 985(+14 440) | 31 632(+214) |
| 29-12-2021 | 29-12-2021 | | 1 694 874(+13 889) | 31 877(+245) |
| 30-12-2021 | 30-12-2021 | | 1 714 742(+19 868) | 32 168(+291) |
| 31-12-2021 | 31-12-2021 | | 1 731 257(+16 515) | 32 394(+226) |
| 01-01-2022 | 01-01-2022 | | 1 746 092(+14 835) | 32 610(+216) |
| 02-01-2022 | 02-01-2022 | | 1 763 040(+16 948) | 32 831(+221) |
| 03-01-2022 | 03-01-2022 | | 1 778 976(+15 936) | 33 021(+190) |
| 04-01-2022 | 04-01-2022 | | 1 800 704(+21 728) | 33 245(+224) |
| 05-01-2022 | 05-01-2022 | | 1 817 721(+17 017) | 33 475(+230) |
| 06-01-2022 | 06-01-2022 | | 1 843 563(+25 842) | 33 647(+172) |
| 07-01-2022 | 07-01-2022 | | 1 859 841(+16 278) | 33 880(+233) |
| 08-01-2022 | 08-01-2022 | | 1 876 394(+16 553) | 34 117(+237) |
| 09-01-2022 | 09-01-2022 | | 1 899 575(+23 181) | 34 322(+205) |
| 10-01-2022 | 10-01-2022 | | 1 914 393(+14 818) | 34 534(+212) |
| 11-01-2022 | 11-01-2022 | | 1 930 428(+16 035) | 34 790(+256) |
| 12-01-2022 | 12-01-2022 | | 1 958 719(+28 291) | 34 967(+177) |
| 13-01-2022 | 13-01-2022 | | 1 975 444(+16 725) | 35 173(+206) |
| 14-01-2022 | 14-01-2022 | | 1 991 484(+16 040) | 35 344(+171) |
| 15-01-2022 | 15-01-2022 | | 2 007 862(+16 378) | 35 480(+136) |
| 16-01-2022 | 16-01-2022 | | 2 023 546(+15 684) | 35 609(+129) |
| 17-01-2022 | 17-01-2022 | | 2 045 090(+21 544) | 35 791(+182) |
| 18-01-2022 | 18-01-2022 | | 2 062 128(+17 038) | 35 975(+184) |
| 19-01-2022 | 19-01-2022 | | 2 078 087(+15 959) | 36 117(+142) |
| 20-01-2022 | 20-01-2022 | | 2 094 802(+16 715) | 36 269(+152) |
| 21-01-2022 | 21-01-2022 | | 2 110 737(+15 935) | 36 443(+174) |
| 22-01-2022 | 22-01-2022 | | 2 126 444(+15 707) | 36 596(+153) |
| 23-01-2022 | 23-01-2022 | | 2 141 422(+14 978) | 36 722(+126) |
| 24-01-2022 | 24-01-2022 | | 2 155 784(+14 362) | 36 887(+165) |
| 25-01-2022 | 25-01-2022 | | 2 171 527(+15 743) | 37 013(+126) |
| 26-01-2022 | 26-01-2022 | | 2 187 481(+15 954) | 37 168(+155) |
| 27-01-2022 | 27-01-2022 | | 2 203 208(+15 727) | 37 294(+126) |
| 28-01-2022 | 28-01-2022 | | 2 218 137(+14 929) | 37 435(+141) |
| 29-01-2022 | 29-01-2022 | | 2 233 287(+15 150) | 37 550(+115) |
| 30-01-2022 | 30-01-2022 | | 2 263 053(+29 766) | 37 671(+121) |
| 31-01-2022 | 31-01-2022 | | 2 275 727(+12 674) | 37 777(+106) |
| 01-02-2022 | 01-02-2022 | | 2 286 750(+11 023) | 37 777(=) |
| 02-02-2022 | 02-02-2022 | | 2 295 494(+8 744) | 37 777(=) |
| 03-02-2022 | 03-02-2022 | | 2 304 095(+8 601) | 38 066(+289) |
| 04-02-2022 | 04-02-2022 | | 2 315 689(+11 594) | 38 150(+84) |
| 05-02-2022 | 05-02-2022 | | 2 327 859(+12 170) | 38 264(+114) |
| 06-02-2022 | 06-02-2022 | | 2 341 971(+14 112) | 38 327(+63) |
| 07-02-2022 | 07-02-2022 | | 2 358 786(+16 815) | 38 427(+100) |
| 08-02-2022 | 08-02-2022 | | 2 380 695(+21 909) | 38 524(+97) |
| 09-02-2022 | 09-02-2022 | | 2 404 651(+23 956) | 38 617(+93) |
| 10-02-2022 | 10-02-2022 | | 2 430 683(+26 032) | 38 691(+74) |
| 11-02-2022 | 11-02-2022 | | 2 457 170(+26 487) | 38 787(+96) |
| ⋮ | | | | |
| 12-02-2022 | 12-02-2022 | | 2 484 481(n.a.) | 38 865(n.a.) |
| 13-02-2022 | 13-02-2022 | | 2 510 860(+26 379) | 38 949(+84) |
| 14-02-2022 | 14-02-2022 | | 2 540 273(+29 413) | 39 040(+91) |
| 15-02-2022 | 15-02-2022 | | 2 572 087(+31 814) | 39 125(+85) |
| 16-02-2022 | 16-02-2022 | | 2 606 824(+34 737) | 39 191(+66) |
| 17-02-2022 | 17-02-2022 | | 2 643 024(+36 200) | 39 281(+90) |
| 18-02-2022 | 18-02-2022 | | 2 685 463(+42 439) | 39 361(+80) |
| 19-02-2022 | 19-02-2022 | | 2 740 293(+54 830) | 39 426(+65) |
| 20-02-2022 | 20-02-2022 | | 2 787 493(+47 200) | 39 504(+78) |
| 21-02-2022 | 21-02-2022 | | 2 834 373(+46 880) | 39 608(+104) |
| 22-02-2022 | 22-02-2022 | | 2 890 252(+55 879) | 39 685(+77) |
| 23-02-2022 | 23-02-2022 | | 2 972 378(+82 126) | 39 776(+91) |
| 24-02-2022 | 24-02-2022 | | 3 041 506(+69 128) | 39 887(+111) |
| 25-02-2022 | 25-02-2022 | | 3 120 301(+78 795) | 39 962(+75) |
| 26-02-2022 | 26-02-2022 | | 3 219 177(+98 876) | 40 053(+91) |
| 27-02-2022 | 27-02-2022 | | 3 321 005(+101 828) | 40 144(+91) |
| 28-02-2022 | 28-02-2022 | | 3 443 485(+122 480) | 40 255(+111) |
| 01-03-2022 | 01-03-2022 | | 3 557 629(+114 144) | 40 341(+86) |
| 02-03-2022 | 02-03-2022 | | 3 709 481(+151 852) | 40 452(+111) |
| 03-03-2022 | 03-03-2022 | | 3 885 631(+176 150) | 40 547(+95) |
| 04-03-2022 | 04-03-2022 | | 4 059 262(+173 631) | 40 644(+97) |
| 05-03-2022 | 05-03-2022 | | 4 232 520(+173 258) | 40 726(+82) |
| 06-03-2022 | 06-03-2022 | | 4 434 700(+202 180) | 40 813(+87) |
| 07-03-2022 | 07-03-2022 | | 4 582 058(+147 358) | 40 891(+78) |
| 08-03-2022 | 08-03-2022 | | 4 776 873(+194 815) | 40 977(+86) |
| 09-03-2022 | 09-03-2022 | | 5 042 036(+265 163) | 41 086(+109) |
| 10-03-2022 | 10-03-2022 | | 5 260 495(+218 459) | 41 157(+71) |
| 11-03-2022 | 11-03-2022 | | 5 448 935(+188 440) | 41 228(+71) |
| 12-03-2022 | 12-03-2022 | | 5 903 147(+454 212) | 41 290(+62) |
| 13-03-2022 | 13-03-2022 | | 6 112 648(+209 501) | 41 385(+95) |
| 14-03-2022 | 14-03-2022 | | 6 377 438(+264 790) | 41 477(+92) |
| 15-03-2022 | 15-03-2022 | | 6 552 918(+175 480) | 41 545(+68) |
| 16-03-2022 | 16-03-2022 | | 6 820 458(+267 540) | 41 607(+62) |
| 17-03-2022 | 17-03-2022 | | 7 174 423(+353 965) | 41 683(+76) |
| 18-03-2022 | 18-03-2022 | | 7 367 112(+192 689) | 41 740(+57) |
| 19-03-2022 | 19-03-2022 | | 7 791 841(+424 729) | 41 817(+77) |
| 20-03-2022 | 20-03-2022 | | 7 958 048(+166 207) | 41 880(+63) |
| 21-03-2022 | 21-03-2022 | | 8 089 761(+131 713) | 41 949(+69) |
| 22-03-2022 | 22-03-2022 | | 8 338 914(+249 153) | 42 014(+65) |
| 23-03-2022 | 23-03-2022 | | 8 479 751(+140 837) | 42 075(+61) |
| 24-03-2022 | 24-03-2022 | | 8 599 751(+120 000) | 42 145(+70) |
| 25-03-2022 | 25-03-2022 | | 8 761 252(+161 501) | 42 196(+51) |
| 26-03-2022 | 26-03-2022 | | 8 919 557(+158 305) | 42 258(+62) |
| 27-03-2022 | 27-03-2022 | | 9 011 473(+91 916) | 42 306(+48) |
| 28-03-2022 | 28-03-2022 | | 9 274 849(+263 376) | 42 358(+52) |
| 29-03-2022 | 29-03-2022 | | 9 386 489(+111 640) | 42 413(+55) |
| 30-03-2022 | 30-03-2022 | | 9 472 254(+85 765) | 42 454(+41) |
| 31-03-2022 | 31-03-2022 | | 9 564 609(+92 355) | 42 493(+39) |
| 01-04-2022 | 01-04-2022 | | 9 650 663(+86 054) | 42 526(+33) |
| 02-04-2022 | 02-04-2022 | | 9 716 282(+65 619) | 42 563(+37) |
| 03-04-2022 | 03-04-2022 | | 9 818 328(+102 046) | 42 600(+37) |
| 04-04-2022 | 04-04-2022 | | 9 867 045(+48 717) | 42 642(+42) |
| 05-04-2022 | 05-04-2022 | | 9 922 040(+54 995) | 42 681(+39) |
| 06-04-2022 | 06-04-2022 | | 9 980 464(+58 424) | 42 712(+31) |
| 07-04-2022 | 07-04-2022 | | 10 070 692(+90 228) | 42 733(+21) |
| 08-04-2022 | 08-04-2022 | | 10 135 789(+65 097) | 42 768(+35) |
| 09-04-2022 | 09-04-2022 | | 10 169 929(+34 140) | 42 794(+26) |
| 10-04-2022 | 10-04-2022 | | 10 198 236(+28 307) | 42 813(+19) |
| 11-04-2022 | 11-04-2022 | | 10 250 160(+51 924) | 42 830(+17) |
| 12-04-2022 | 12-04-2022 | | 10 272 964(+22 804) | 42 858(+28) |
| 13-04-2022 | 13-04-2022 | | 10 297 587(+24 623) | 42 878(+20) |
| 14-04-2022 | 14-04-2022 | | 10 320 599(+23 012) | 42 901(+23) |
| 15-04-2022 | 15-04-2022 | | 10 394 533(+73 934) | 42 924(+23) |
| 16-04-2022 | 16-04-2022 | | 10 417 887(+23 354) | 42 934(+10) |
| 17-04-2022 | 17-04-2022 | | 10 432 547(+14 660) | 42 944(+10) |
| 18-04-2022 | 18-04-2022 | | 10 475 819(+43 272) | 42 957(+13) |
| 19-04-2022 | 19-04-2022 | | 10 489 319(+13 500) | 42 975(+18) |
| 20-04-2022 | 20-04-2022 | | 10 502 590(+13 271) | 42 982(+7) |
| 21-04-2022 | 21-04-2022 | | 10 533 164(+30 574) | 42 991(+9) |
| 22-04-2022 | 22-04-2022 | | 10 544 324(+11 160) | 42 998(+7) |
| 23-04-2022 | 23-04-2022 | | 10 554 689(+10 365) | 43 004(+6) |
| 24-04-2022 | 24-04-2022 | | 10 563 502(+8 813) | 43 013(+9) |
| 25-04-2022 | 25-04-2022 | | 10 571 772(+8 270) | 43 021(+8) |
| 26-04-2022 | 26-04-2022 | | 10 620 203(+48 431) | 43 029(+8) |
| 27-04-2022 | 27-04-2022 | | 10 631 516(+11 313) | 43 034(+5) |
| 28-04-2022 | 28-04-2022 | | 10 638 632(+7 116) | 43 037(+3) |
| 29-04-2022 | 29-04-2022 | | 10 644 700(+6 068) | 43 038(+1) |
| 30-04-2022 | 30-04-2022 | | 10 649 809(+5 109) | 43 041(+3) |
| 01-05-2022 | 01-05-2022 | | 10 653 526(+3 717) | 43 042(+1) |
| 02-05-2022 | 02-05-2022 | | 10 656 649(+3 123) | 43 044(+2) |
| 03-05-2022 | 03-05-2022 | | 10 659 358(+2 709) | 43 044(=) |
| 04-05-2022 | 04-05-2022 | | 10 662 446(+3 088) | 43 047(+3) |
| 05-05-2022 | 05-05-2022 | | 10 666 751(+4 305) | 43 049(+2) |
| 06-05-2022 | 06-05-2022 | | 10 670 570(+3 819) | 43 055(+6) |
| 07-05-2022 | 07-05-2022 | | 10 673 915(+3 345) | 43 055(=) |
| 08-05-2022 | 08-05-2022 | | 10 676 184(+2 269) | 43 056(+1) |
| 09-05-2022 | 09-05-2022 | | 10 678 359(+2 175) | 43 057(+1) |
| 10-05-2022 | 10-05-2022 | | 10 681 214(+2 855) | 43 058(+1) |
| 11-05-2022 | 11-05-2022 | | 10 683 972(+2 758) | 43 060(+2) |
| 12-05-2022 | 12-05-2022 | | 10 690 471(+6 499) | 43 063(+3) |

Os dois primeiros casos confirmados no Vietnã foram internados no Hospital Cho Ray, na cidade de Ho Chi Minh, em 22 de janeiro de 2020. Eles eram um homem chinês, nascido em 1954, e seu filho. O primeiro, tinha voado de Wuhan para Hanói para visitar seu filho, que acredita-se ter contraído o vírus de seu pai quando se encontraram em Nha Trang em 17 de janeiro. O primeiro agrupamento de doenças apareceu na comuna de Son Loi, distrito de Bình Xuyên, Vĩnh Phúc, depois que alguns trabalhadores voltaram de uma viagem de negócios em Wuhan e infectaram outras pessoas nas proximidades contato com eles. O governo vietnamita bloqueou imediatamente o distrito de Bình Xuyên até 4 de março de 2020 para evitar que a doença se espalhe por todo o país. A descoberta rápida de casos é uma das principais razões pelo sucesso do Vietnã.
Quando a pandemia se espalhou pelo planeta, os casos de coronavírus no país também aumentaram e, na noite de 6 de março, o Departamento de Saúde de Hanói confirmou o primeiro caso na capital, uma mulher de 26 anos que havia viajado para a Europa, o 17º caso no Vietnã. Na tarde de 20 de março, o Ministério da Saúde anunciou 2 novos pacientes COVID-19, o 86º e 87º, que eram duas enfermeiras do Hospital Bach Mai sem histórico de contato com nenhum paciente COVID-19. Em março e abril de 2020, o número de casos aumentou rapidamente devido ao grande número de pessoas provenientes de países europeus e ao surgimento de aglomerados como o Hospital de Bach Mai, a comuna de Ha Loi em Hanói e o Buddha Bar na cidade de Ho Chi Minh.
Depois de 21 de março de 2020, o Vietnã suspendeu a entrada de todos os estrangeiros a partir da meia-noite de 22 de março e introduziu o isolamento concentrado por 14 dias em todos os casos de entrada de cidadãos vietnamitas. A partir de 1º de abril, o Vietnã implementou o isolamento nacional por 15 dias. No mesmo dia, o primeiro-ministro Nguyen Xuan Phuc anunciou o surto de COVID-19 em todo o país. As drásticas medidas de controle da epidemia tiveram resultados positivos e o país não confirmou nenhum caso de transmissão local de meados de abril até o final de julho.
O país entrou na segunda onda de infecção quando o Ministério da Saúde anunciou o 416º caso em Da Nang, o primeiro caso com fonte desconhecida de infecção em 99 dias. Em 28 de julho, as autoridades de Da Nang bloquearam imediatamente a cidade por 15 dias. Além disso, centenas de casos em todo o país com epidemiologia conectada a Da Nang foram detectados, e a primeira morte do paísfoi registrada em 31 de julho. Depois de dois meses, usando as mesmas estratégias que foram usadas no primeiro surto, o Vietnã conseguiu conter a doença pela segunda vez e retomou quase todas as atividades econômicas, incluindo voos comerciais internacionais. Infecções esporádicas na comunidade continuam durante novembro e dezembro, causando medo público e medidas intensificadas.
A terceira onda de infecção começou em 28 de janeiro de 2021, quando o Vietnã registrou 84 casos novos de transmissão comunitária em um único dia nas províncias de Hai Duong e Quang Ninh. A maioria deles está relacionada a um único trabalhador em Hai Duong, que foi diagnosticado com a variante do coronavírus do Reino Unido pelas autoridades japonesas após chegar a Osaka em 17 de janeiro. Inicialmente, o governo apenas colocou em quarentena as áreas diretamente relacionadas às pessoas infectadas para limitar o impacto econômico. Mas depois de meio mês, o número de casos ainda não dava sinais de parar, então, em 15 de fevereiro, toda a província de Hai Duong foi fechada por 15 dias enquanto Hanói e a cidade de Ho Chi Minh pararam todas as atividades de entretenimento. Este foi o surto mais sério ocorrido desde o início da pandemia, devido a  um processo relativamente lento de rastreamento, problemas nas instalações de quarentena e pessoas começando a ignorar as regras de bloqueio após um longo período de restrições. Em 7 de março de 2021, o surto nas províncias do norte parece ter sido amplamente controlado quando o número de novos casos caiu para um dígito. Junto com isso, o Vietnã iniciou sua campanha de vacinação em massa contra a COVID-19 no dia seguinte.

## Respostas médicas

### Remédios e vacinas
Em 7 de fevereiro de 2020, o Instituto Nacional de Higiene e Epidemiologia de Hanói anunciou que havia cultivado e isolado com sucesso o novo coronavírus SARS-CoV-2 em laboratório, o quarto país a fazê-lo. s. . O Prof. Dr. Le Quynh Mai, Diretor Adjunto do Instituto Nacional de Higiene e Epidemiologia, disse que o vírus que causa COVID-19 evoluiu para muitos ramos. Três ramos foram registrados no mundo. Em 2020, o Vietnã registrou e isolou pelo menos dois ramos diferentes do vírus, um de pacientes que retornaram de Wuhan em fevereiro e o outro de pacientes que retornaram da Europa em março.
Em maio de 2020, o Vietnã declarou que sua vacina COVID-19 começou a ser desenvolvida depois que os cientistas geraram cosm sucesso o novo antígeno do coronavírus em laboratório. A formulação da vacina foi desenvolvida por cientistas colaboradores da VABIOTECH em Hanói e da Universidade de Bristol. Na época, foi anunciado pelo Instituto Nacional de Higiene e Epidemiologia, que levaria pelo menos 12–18 meses para desenvolver uma vacina que possa funcionar com segurança em humanos.
Em agosto de 2020, o governo vietnamita anunciou um acordo para obterde 50 a 150 milhões de doses da vacina Sputnik V da Rússia. Os russos também se comprometeram a doar uma série de máquinas, produtos biológicos e equipamentos ao Vietnã para a prevenção do COVID-19, incluindo sua vacina. Enquanto isso, os pesquisadores vietnamitas continuarão desenvolvendo a vacina do próprio país.
O Vietnã tem atualmente quatro projetos de desenvolvimento de vacinas contra COVID-19 produzidas pela Nanogen, Vabiotech, Polyvac e o Instituto de Vacinas e Biologia Médica (IVAC. O ministério da saúde avaliou que a vacina Nanocovax produzida pela Nanogen é a mais promissora, tendo sido produzida com sucesso em escala de laboratório e provocado imunogenicidade durante testes em animais. IVAC e Vabiotech concluíram seu processo de produção em escala de laboratório e estão avaliando a segurança e imunidade de suas vacinas em animais. A Nanocovax apresentou bons resultados iniciais em hamsters. Em 17 de dezembro de 2020, a Nanogen iniciou os testes em humanos da vacina Nanocovax. e em 26 de fevereiro de 2021, a empresa farmacêutica iniciou os testes de fase dois em Hanói e o sul da província de Long An. Os resultados do ensaio serão publicados em maio de 2021, antes da preparação para o ensaio de fase tres, onde planejam vacinar entre 10.000 a 30.000 pessoas.
A vacina Nanocovax pode estar pronta para distribuição ao público em geral no segundo semestre de 2021, se os testes mostrarem segurança e eficácia. Se o governo seguir em frente com a decisão de emergência, ela pode começar a ser distribuída em maio, disse um funcionário da Nanogen ao Nikkei Asia .
Em 21 de janeiro, a segunda vacina COVID-19 produzida no Vietnã (COVIVAC) pelo Instituto de Vacinas e Biologia Médica (IVAC) entrou em um ensaio clínico em humanos, quase dois meses antes do previsto. A vacina COVIVAC vem sendo estudada pelo IVAC desde maio de 2020. A avaliação da estabilidade da vacina foi conduzida na Icahn School of Medicine at Mount Sinai, Nova York .
Em 15 de março de 2021, seis voluntários foram injetados com a vacina COVIVAC, na Universidade Médica Hà Nội. A COVIVAC é uma vacina com a tecnologia de produção da vacina do vetor Newcastle, baseada na tecnologia de produção de ovos de galinha com embriões.

### Programa de vacinação
O programa de vacinação COVID-19 do Vietnã começou em 8 de março de 2021, administrando a vacina AstraZeneca a profissionais da área médica em Hanói, na cidade de Ho Chi Minh e na província de Hai Duong. Esta é a maior campanha de imunização da históìa do país, com mais de 150 milhões de doses.
Em fevereiro de 2021, o ministério da saúde aprovou as vacinas contra COVID-19 da AstraZeneca, da Moderna e a vacina Sputnik V para inoculação doméstica. O ministro Nguyen Thanh Long disse que a vacina foi aprovada em circunstâncias emergentes durante o surto em Hai Duong e na província de Quang Ninh. A AstraZeneca se comprometeu a fornecer ao Vietnã cerca de 30 milhões de doses em 2021, começando em abril (1,48 milhão de doses), maio (2,76 milhões de doses), junho (5,04 milhões de doses), julho (7,32 milhões de doses) e agosto (13,27 milhões de doses) ) 
Além do negócio com a AstraZeneca, o Vietnã também está intensificando as negociações com Pfizer, Moderna, Johnson & Johnson e Gamaleya . Para a vacina da Pfizer, o primeiro lote deve ser entregue no final de 2021.
O Plano Nacional de Implantação e Vacinação (NDVP) foi assinado pelo Vice-Ministro da Saúde do Vietnã em 9 de fevereiro de 2021. O Vietnã receberá o feedback do plano do comitê de revisão do NDVP como uma das etapas necessárias para receber as vacinas COVID-19 por meio da COVAX Facility - um mecanismo global para desenvolver, fabricar, fornecer e adquirir vacinas COVID-19 para todos os países, especialmente para economias de renda baixa e média. Por meio da COVAX, está confirmado que o Vietnã receberá 30 milhões de doses da vacina AstraZeneca em 2022.
O governo começou a adquirir doses de vacinas COVID-19 de várias fontes:
- 60 milhões de doses da vacina AstraZeneca, incluindo 30 milhões doadas pela COVAX Facility (o primeiro lote de 117.000 doses entregue em 24 de fevereiro de 2021 na cidade de Ho Chi Minh).[86]
- 31 milhões de doses encomendadas da Pfizer.
- 50-60 milhões de Sputnik V (presumivelmente). Em negociações com a Rússia para obter direitos de licença para produzir no Vietnã. (1.000 doses adicionais foram entregues como um presente do Secretário do Conselho de Segurança da Rússia, Nikolai Patrushev).[87]
- Mesmo con o anúncio que os chineses anunciaram que forneceriam acesso prioritário às vacinas Sinovac e Sinopharm COVID-19,[88] o Vietnã é a única nação da ASEAN que ainda não declarou publicamente se usará essas vacinas, devido ao sentimento anti-China presente no país.[89]
- Para as vacinas COVID-19 produzidas localmente, o Ministério da Saúde espera ter o primeiro lote pronto para uso no final do terceiro trimestre de 2021. Essas vacinas podem ser colocadas na campanha de vacinação do país em 2022 para garantir fonte de abastecimento e segurança sanitária e superar as dificuldades na compra de vacinas estrangeiras.[84] As duas vacinas produzidas localmente, Nanocovax e COVIVAC, foram colocadas em teste de janeiro a março de 2021, respectivamente, com Nanocovax reconhecida em dados oficiais da OMS.[90][91][92]

A VNVC - empresa encarregada de importar e armazenar vacinas no Vietnã, disse que está pronta para ter pessoal e instalações para armazenar até 170 milhões de doses da vacina. A empresa dem 49 armazéns dedicados a vacinas, 2 armazéns com armazenamento a frio e 3 armazéns com capacidade de armazenar vacinas a uma temperatura de -40 a -86 ° C. Em fevereiro de 2021, a capacidade de atendimento do sistema VNVC é de até 100.000 clientes por dia e pode aumentar a capacidade para atender até 4 milhões de doses de vacinas COVID-19 por mês.
| Grupo                                                                       | Total de pessoas   | Cobertura vacinal (%) | Número de vacinadores |
| Primeiro trimestre                                                          | Primeiro trimestre | Primeiro trimestre    | Primeiro trimestre    |
| --------------------------------------------------------------------------- | ------------------ | --------------------- | --------------------- |
| Equipe médica                                                               | 500.000            | 95%                   | 475.000               |
| Pessoas diretamente envolvidas na prevenção da pandemia                     | 116.000            | 95%                   | 110.200               |
| Total                                                                       | 616.000            | 616.000               | 585.200               |
| Segundo trimestre                                                           |                    |                       |                       |
| Funcionários da alfândega                                                   | 9.200              | 95%                   | 8.740                 |
| Diplomatas                                                                  | 4.080              | 95%                   | 3.876                 |
| Forças militares                                                            | 1.027.000          | 95%                   | 975.650               |
| Forças policiais                                                            | 304.000            | 95%                   | 288.800               |
| Professores                                                                 | 550.000            | 95%                   | 522.500               |
| Total                                                                       | 1.894.280          | 1.894.280             | 1.799.566             |
| Terceiro e quarto trimestre                                                 |                    |                       |                       |
| Professores                                                                 | 750.000            | 95%                   | 712.500               |
| Acima de 65 anos                                                            | 7.600.000          | 95%                   | 7.220.000             |
| Trabalhadores essenciais (aviação, transporte, turismo, utilitários, etc. ) | 1.930.000          | 95%                   | 1.833.500             |
| Pessoas com problemas crônicos de saúde                                     | 7.000.000          | 95%                   | 6.650.000             |
| Total                                                                       | 17.280.000         | 17.280.000            | 16.416.000            |

Segundo o vice-ministro da Saúde, Tran Van Thuan, para obter proteção para a maioria da população, o Vietnã precisa diversificar o fornecimento de vacinas, incluindo vacinas fabricadas localmente e maximizar os recursos das empresas e orçamentos da administração local, além do orçamento do governo para iniciar o programa de vacinação. O orçamento necessário para administrar vacinas para 20% da população é estimado em 293,67 milhões de dólares, mas mais de 90% desse custo é financiado pelo COVAX Facility.

### Tratamento
A partir das experiências adquiridas com o surto de SARS em 2003, o Vietnã tem sido proativo no tratamento de pacientes com COVID-19. O método principal é criar um ambiente bem ventilado, não usar ar condicionado e desinfetar regularmente. Além disso, o tratamento dos sintomas clínicos combinado com fisioterapia e nutrição adequada e estabilidade psicológica também contribui muito para o successo.
De acordo com o Ministério da Saúde do Vietnã, o país considerará terapias antirretroviral específicas quando houver evidência suficiente de eficácia. Para deixar o hospital, os pacientes precisam ter duas amostras negativas consecutivas de COVID-19. Depois de sair do hospital, o paciente deve continuar a se isolar em casa por mais 14 dias. O paciente deve ficar em ambiente privativo bem ventilado, usando máscara, lavando as mãos todos os dias, limitando o contato com outros familiares e não sair. Deve monitorar a temperatura corporal duas vezes por dia, e reingressas amente imediatamente se houver febre ou outros sinais anormais.
Os medicamentos contra a malária, cloroquina e hidroxicloroquina não são usados para o tratamento.
Os médicos têm estudado  terapia de plasma para o tratamento com COVID-19 desde abril de 2020 e o Hospital Nacional de Hanoi para Doenças Tropicais ainda continua a selecionar doadores de plasma. No entanto, nenhum paciente no país foi tratado com esse método.
O Dr. Nguyen Trung Cap, vice-diretor do Hospital Nacional de Hanoi para Doenças Tropicais, explicou que a terapia de plasma se baseia no princípio de usar anticorpos já em indivíduos curados para apoiar o tratamento de pacientes recém-infectados.
Os anticorpos podem ajudar a reduzir a quantidade de vírus no corpo da pessoa doente, reduzindo assim a gravidade da doença. O plasma pode ser muito eficaz no tratamento de muitas doenças, mas com COVID-19 os benefícios ainda são limitados. Durante a primeira semana da doença, a quantidade de vírus no corpo do paciente é muito alta, mas a maioria deles apresenta apenas sintomas leves. Portanto, não é apropriado administrar plasma do curado para o novo paciente. Os sintomas graves geralmente ocorrem a partir da segunda semana de doença devido a uma resposta imunológica excessiva. No entanto, em muitos pacientes a quantidade de vírus em seu corpo diminuiu, o uso de plasma não tem tanto efeito.

### Novas cepas de vírus
A cepa COVID-19 que entrou no Vietnã na segunda onda tem uma mutação que aumenta as taxas de infecção. Nguyen Thanh Long, Ministro da Saúde, disse que esta nova cepa foi importada de fora do Vietnã. A epidemia pode já ter começado no início de julho. Até agosto de 2020, Da Nang passou por 4 ciclos de infecção.
O número de reprodução básico (R0) na segunda onda era de 5 a 6, enquanto em abril era apenas de 1,8 a 2,2.  O ministério da saúde enviou especialistas para Da Nang para ajudar a cidade a conter a propagação da infecção e para identificar rapidamente a origem da infecção. Eles também enviaram os dados da nova cepa a um banco mundial de genes. Em 4 de agosto de 2020, o Ministério da Saúde confirmou que a cepa do coronavírus no Vietnã na segunda onda continha a mutação D614G. Um estudo publicado pelo Laboratório Nacional de Los Alamos, no Novo México, afirma que os pacientes infectados por essa mutação têm mais vírus em seus corpos, o que os torna mais propensos a espalhá-lo para outras pessoas.
Em fevereiro de 2021, o Vietnã registroava pelo menos cinco cepas de coronavírus: a variante original de Wuhan , a variante do Reino Unido (Linhagem B.1.1.7), a variante da África do Sul, a varianteA.23.1 de Ruanda, a variante CAL.20C e a mutação do coronavírus D614G .

### Testagem
Até 18 de março de 2020, o Vietnã já havia produzido pelo menos dois conjuntos de kits de teste COVID-19. No dia 3 de março, o líder de uma  equipe de pesquisa - Assoc. Prof. Dong Van Quyen, vice-diretor do Instituto de Biotecnologia da Academia de Ciência e Tecnologia do Vietnã, anunciou que concluíram a pesquisa e o desenvolvimento de um kit de detecção de SARS-CoV-2, baseado em RT-PCR e RT-PCR em tempo real. Dois dias depois, o Ministério de Ciência e Tecnologia do Vietnã anunciou o resultado da pesquisa e fabricação de um kit biológico para detectar novos coronavírus (SARS-CoV-2) conduzido pela Academia Médica Militar e Viet A Technology JSC.
Em agosto de 2020, o Ministério da Saúde do Vietnã aprovou o uso do GeneXpert, tipo de teste utilizado pela rede de prevenção da tuberculose do Vietnã desde 2012, para o teste COVID-19. De acordo com Nguyễn Viết Nhung, diretor do Hospital Nacional do Pulmão em Hanoi, o teste é semelhante ao RT-PCR, dá resultados precisos dentro de 35–45 minutos para COVID-19 e tuberculose e pode funcionar automaticamente.
 Em março de 2021, o Vietnã tinha 157 laboratórios capazes de testar COVID-19 usando RT-PCR. A capacidade máxima do país (março de 2021) é por volta de 62.593 exames por dia. Durante o surto em Hải Dương, em vez de testes em massa, as autoridades usaram diferentes estratégias, incluindo testes direcionados a grupos de maior risco, bem como testes aleatórios de domicílios e pacientes internados. A capacidade de teste também pode ser aumentada com o agrupamento de amostras de baixo risco, até 10 amostras no máximo.

## Resposta do governo
| Etapa                                                  | No. de casos  | Descrição |
| Primeira onda                                          | Primeira onda | Primeira onda |
| ------------------------------------------------------ | ------------- | --- |
| Fase 1 (23 de janeiro - 25 de fevereiro de 2020)       | 16            | Os casos são principalmente de pessoas com histórico de viagens à China.                                                                |
| Fase 2 (6 a 19 de março de 2020)                       | 69            | O vírus se espalhou globalmente, muitos casos são originários de outros países, mas ainda é fácil rastrear a propagação e a quarentena. |
| Fase 3 (20 de março - 21 de abril de 2020)             | 183           | Transmissão comunitária, muitos agrupamentos começam a aparecer em áreas de alta densidade. A fonte da infecção já não é detectável.    |
| Fase 4 (22 de abril de 2020 - 24 de julho de 2020)     | 145           | Nenhum caso maisde transmissão local relatado. Todos os casos que aparecem são importados e colocados em quarentena após a chegada.     |
| Segunda onda                                           |               | |
| Fase 1 (25 de julho de 2020 - 6 de setembro de 2020)   | 636           | Novos casos de transmissão na comunidade apareceram após mais de três meses. Reimplementam-se medidas de distanciamento social.         |
| Fase 2 (7 de setembro de 2020 - 27 de janeiro de 2021) | 502           | O número de casos na comunidade diminui e as autoridades começam a aliviar as restrições nas áreas afetadas.                            |
| Terceira onda                                          |               | |
| Fase 1 (28 de janeiro de 2021 - 17 de março de 2021)   | 1.016         | Nova transmissão comunitária apareceu em Hai Duong e Quang Ninh.                                                                        |
| Fase 2 (18 de março de 2021 - em andamento)            | 9             | Os casos de transmissão local caem para um dígito. As restrições novamente começam a ser reduzidas.                                     |

O Vietnã começou a se preparar para a epidemia desde o anúncio do primeiro caso na China, em meados de dezembro de 2019. O primeiro-ministro do Vietnã, Nguyễn Xuân Phúc, tomou medidas para prevenir e conter a propagação da doença no Vietnã, e alertou os cidadãos vietnamitas para evitar visitar áreas com surtos. O vice-ministro Đỗ Xuân Tuyên disse que o Vietnã considerou fechar a fronteira com a China. De acordo com Kidong Park, representante da Organização Mundial de Saúde no Vietnã, o primeiro exercício de avaliação de risco foi conduzido pelos vietnamitas no início de janeiro - logo depois que casos na China começaram a ser relatados. Em 3 de janeiro de 2020, um dia antes de a OMS anunciar que havia um grupo de casos em Wuhan, o Vietnã reforçou o controle na fronteira entre o Vietnã e a China. Em 11 de janeiro de 2020, depois que a China relatou a primeira morte por coronavírus, o Vietnã implementou exames de saúde nos aeroportos. Todos os visitantes tinham a temperatura corporal medida e aqueles com febre, tosse, dor no peito ou dificuldades respiratórias foram isolados para testagem. Para os casos de testagem positiva, outros passageiros e tripulantes voo, assim como todos os seus contatos, eram colocados em quarentena por 14 dias. O Ministério da Saúde do Vietnã realizou uma reunião com a OMS e os Centros para Controle e Prevenção de Doenças (CDC) dos Estados Unidos já em 15 de janeiro, semanas antes de muitos outros países sequer começarem a formular estratégias. Esses esforços combinados de ação rápida e testes eficazes ajudaram a desacelerar a disseminação do vírus em seus estágios iniciais.  Forças-tarefa regionais de prevenção COVID-19 foram estabelecidas e esses grupos foram preparados para serem acionados nas províncias, se necessário. Em 22 de janeiro, as autoridades de saúde começaram a monitorar a temperatura corporal nos portões de fronteira e iniciaram a detecção e rastreamento de contatos, com ordens para o isolamento obrigatório de pessoas infectadas e qualquer pessoa com quem elas tenham entrado em contato. Em 23 de janeiro, o Vietnã confirmou seu primeiro caso. Pouco depois, o primeiro-ministro Nguyễn Xuân Phúc acelerou a resposta do Vietnã, emitindo um documento urgente para ministérios, províncias e agências de radiodifusão abordando a periculosidade do vírus e a necessidade de medidas para prevenir a transmissão local. Em 24 de janeiro, apenas um dia após os primeiros casos, a Administração da Aviação Civil do Vietnã ordenou o cancelamento de todos os voos de e para Wuhan. Enquanto o Vietnã celebrava o feriado de Tết, o primeiro-ministro declarou guerra ao coronavírus. "Lutar contra essa epidemia é como lutar contra o inimigo", disse ele em uma reunião urgente do Partido Comunista em 27 de janeiro.  Em 31 de janeiro, o especialista em doenças infecciosas Nguyễn Thanh Long foi nomeado vice-ministro da Saúde (posteriormente, Ministro da Saúde̠) e atuou como um dos principais assessores do governo em relação à pandemia. No mesmo dia, o Vietnã implementou medidas mais rígidas, suspendendo voos de ida e volta relacionados aos epicentros na China, restringindo turistas, limitando conexões de trem e sugerindo que suspendessem o comércio e outras atividades de intercâmbio entre os dois países. Em janeiro, o governo também emitiu o primeiro Plano de Resposta Nacional e montou o Comitê Diretivo Nacional (NSC). O comitê, liderado pelo vice-primeiro-ministro Vũ Đức Đam com representação de 14 ministérios e setores, a Assembleia Nacional, a mídia e as empresas de tecnologia da informação, comandará e controlará a resposta do COVID-19 do país. O Vietnã também tem 63 departamentos de saúde provinciais, cerca de 600 centros de saúde distritais e mais de 11.000 postos de saúde primários. Enquanto os hospitais prestam atendimento médico aos pacientes de COVID-19, os postos de saúde primários são responsáveis pelas atividades de prevenção e apoio total aos hospitais.  Cerca de 97.000 oficiais de saúde  comunitário nessas seções atuam como trabalhadores para fornecer informações, aconselhamento, orientação e instalações de isolamento, se necessário.
Em fevereiro de 2020, o Ministério da Educação e Treinamento do Vietnã suspendeu todas as atividades escolares em todo o país até o final de março como parte das medidas de quarentena contra a propagação do vírus, e posteriormente estendeu até meados de abril até novo aviso. Medidas agressivas também foram tomadas para combater possíveis surtos, de quarentena de 14 dias à restrição de atividades ao ar livre. As Forças Armadas do Povo do Vietnã também participam do patrulhamento e da execução das medidas de controle. Sessenta e oito acampamentos militares com capacidade para 40.000 pessoas foram montados para receber pessoas colocadas em quarentena. Em 9 de fevereiro, o Ministério da Saúde realizou uma teleconferência com a OMS e 700 hospitais em todos os níveis em todo o país para divulgar informações sobre a prevenção de nCoV e lançou um site para divulgar informações ao público em geral. O primeiro caso de quarentena em massa no Vietnã ocorreu em 12 de fevereiro em Sơn Lôi, Vĩnh Phúc, uma comunidade de 10.000 pessoas. Foi uma restrição por 20 dias devido a  sete casos de coronavírus - o primeiro bloqueio em grande escala conhecido fora da China. A ação preventiva agressiva permitiu que o Vietnã contivesse o surto, com apenas 16 casos, todos recuperados, até o final de fevereiro.
Na noite de 6 de março, quando o 17º caso foi relatado em Hanói, a cidade realizou uma reunião urgente, coordenada com ministérios relacionados - incluindo o Ministério da Saúde, Ministério da Segurança Pública e Ministério dos Transportes - para prevenir o espalhamendo do vírus pelaa comunidade. Graças a essa coordenação eficaz, medidas de saúde pública como intenso rastreamento de contato, quarentena obrigatória e esterilização de superfícies foram tomadas imediatamente, o que permitiu ao governo interromper a transmissão comunitária. Em 7 de março, Hanói bloqueou a rua Bach Truc, com 66 famílias e 189 pessoas,  onde esse paciente residia. A quarentena foi suspensa em 20 de março, depois que nenhum novo caso foi relatado após o testes. Casos de COVID-19 importados da Europa motivaram o governo a intensificar suas medidas de controle de fronteira, reduzindo voos internacionais, suspendendo a isenção de visto para alguns países europeus.
Quando o Hospital Bạch Mai em Hanói se tornou um hotspot de coronavírus com dezenas de casos no final de março, as autoridades impuseram um bloqueio na instalação e conseguiram rastrear quase 100.000 pessoas relacionadas ao hospital, incluindo médicos, pacientes, visitantes e seus contatos próximos.

### Isolamento de abril em todo o país

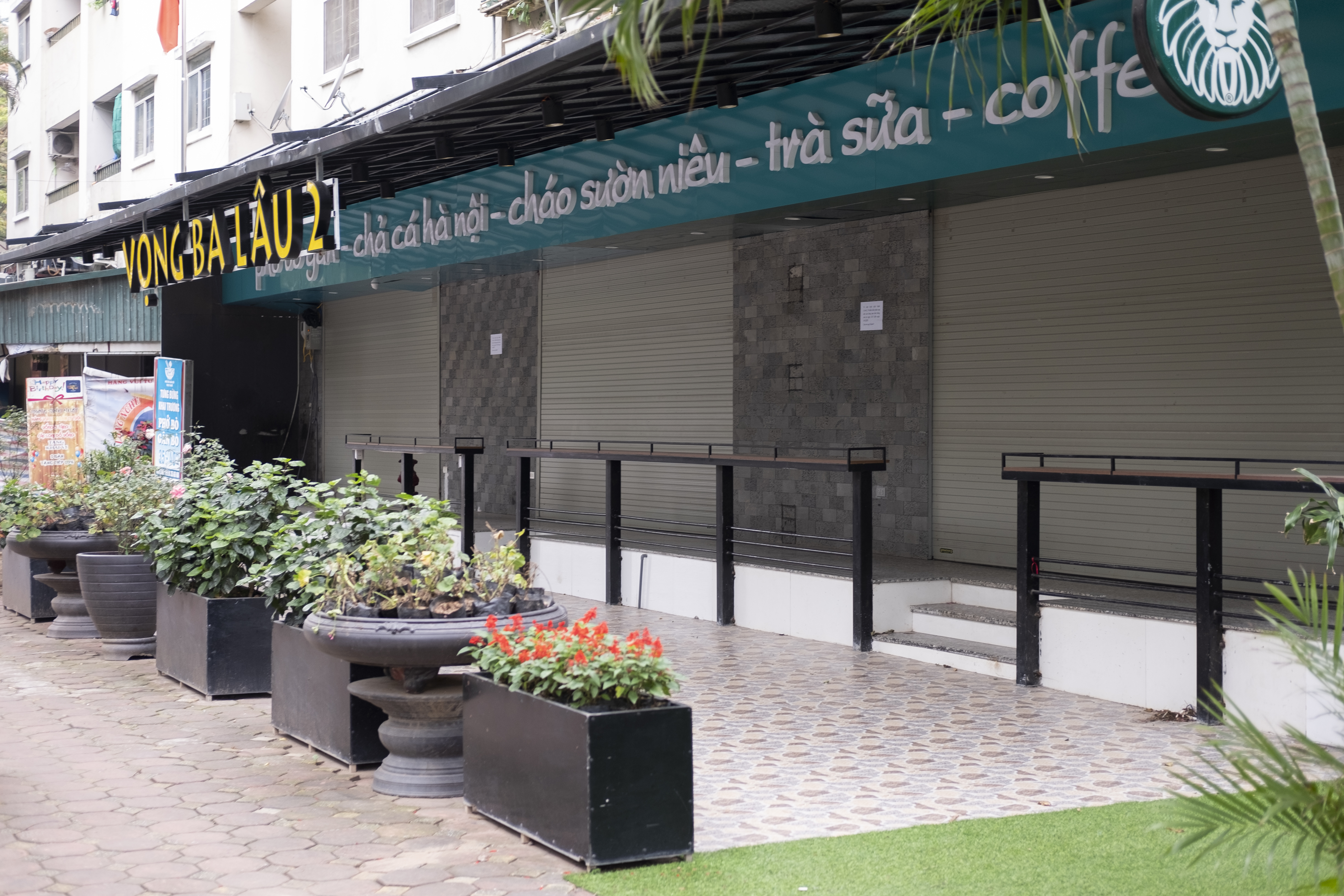
Depois que o governo vietnamita ordenou o isolamento nacional, muitas áreas públicas, como escolas e restaurantes, tiveram que ser fechadas até 15 de abril de 2020.

Em 31 de março de 2020, o governo vietnamita ordenou um isolamento nacional de 15 dias, de 1 a 15 de abril. A partir de 16 de abril, as companhias aéreas locais puderam começar a aumentar o número de voos domésticos, que foram posteriormente aumentados em 23 de abril e novamente em 29 de abril.
Em 23 de abril de 2020, o governo vietnamita suspendeu a regra de isolamento social, permitindo posteriormente a reabertura de serviços não essenciais, incluindo restaurantes. No mesmo dia, escolas em todo o país tiveram autorização para reabrir, com datas variando de acordo com cada província e caso de cidade.
Todos que entram no Vietnã vindos do exterior, no entanto, continuaram a ser colocados em quarentena na chegada por 14 dias. A partir de 23 de abril, os planos de repatriação de cidadãos vietnamitas ao exterior de volta ao Vietnã foram renovados, com um plano inicial para 13 voos. Entre os voos realizados, destacou-se o primeiro voo direto da história operado pela Vietnam Airlines do Vietnã para os Estados Unidos em 7 de maio.
A partir de 9 de maio, os cinemas foram reabertos. Em 11 de maio, o governo vietnamita iniciou uma campanha de turismo em todo o país, denominada "Vietnamitas viajam pelo Vietnã", para promover o turismo local.

### Lockdown de Da Nang

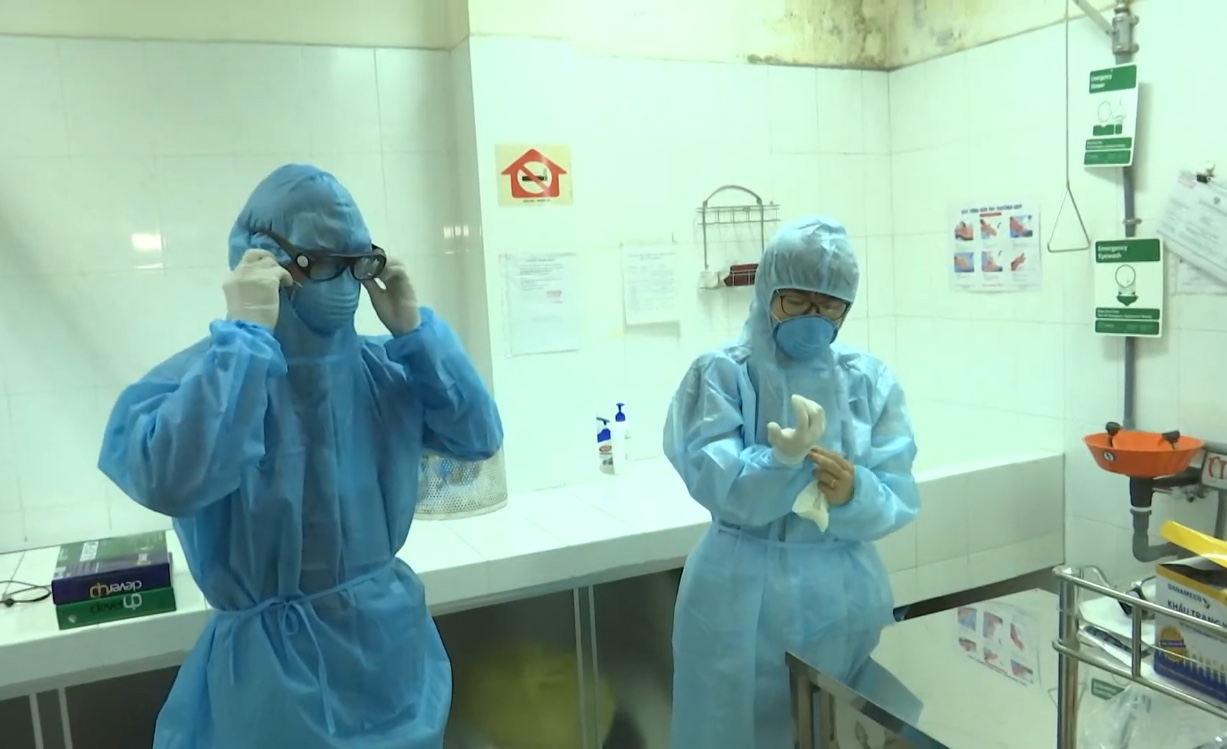
Dois médicos Da Nang vestindo roupas de proteção

No final de julho, o Vietnã foi colocado em alerta máximo depois que o governo confirmou dezenas de infecções na comunidade, as primeiras desde abril, todas em Da Nang ou em seus arredores.
Em 27 de julho, o governo tomou a decisão drástica de começar a evacuar 80.000 pessoas de Da Nang, um processo que levaria quatro dias, com as companhias aéreas domésticas operando aproximadamente 100 voos diários de Da Nang para 11 cidades em todo o país.
No mesmo dia, o Comitê Popular Municipal de Da Nang anunciou restrições aplicáveis por 15 dias, a partir de 28 de julho. Seis distritos na área de quarentena incluiram: Hai Chau, Thanh Khe, Son Tra, Ngu Hanh Son, Cam Le e o distrito de Lien Chieu com mais de um milhão de pessoas solicitadas a ficar em casa e só sair em caso de extrema necessidade, como compras alimentos, remédios, busca de bens e serviços essenciais e emergências médicas. Todos os serviços educacionais e não essenciais da cidade foram encerrados. Máscaras faciais se tornaram obrigatórias. Reuniões de mais de duas pessoas em público foram proibidas, e se tornou obrigatória a manutenção de uma distância mínima de 2 metros. Todos os tipos de transporte público foram interrompidos e veículos pessoais foram fortemente restritos. O Departamento de Saúde de Da Nang foi solicitado a organizar uma investigação epidemiológica, rastrear de contatos e fazer testes em massa para detectar precocemente fontes de infecção e casos de alto risco.
O distrito rural de Hoa Vang foi o último distrito a ser colocado em quarentena, a partir das 13h do dia 28 de julho de 2020. Em 31 de julho, a cidade vizinha de Hội An também foi colocada em quarentena por 15 dias, depois que pelo menos 4 pessoas testaram positivo com COVID-19.
As autoridades também decidiram fazer lockdowns em quatro hospitais: o Hospital Da Nang C, o Hospital Da Nang, o Hospital Ortopédico e de Reabilitação Da Nang e o Hospital Hoan My, onde pacientes estiveram um pouco antes de serem confirmados como positivos para COVID-19.
De acordo com o regulamento do Ministério dos Transportes do Vietnã, emitido em 27 de julho de 2020:
Em 12 de agosto, Da Nang decidiu continuar o distanciamento social por mais duas semanas, quando o número de casos na comunidade ainda não tinha dado sinais sinais de parar. O governo local também emitiu "cupons de compras" para os moradores, e cada família recebeu cinco cupons para usar em 15 dias, a fim de evitar grandes aglomerações nos mercados.

### Hospital de campanha

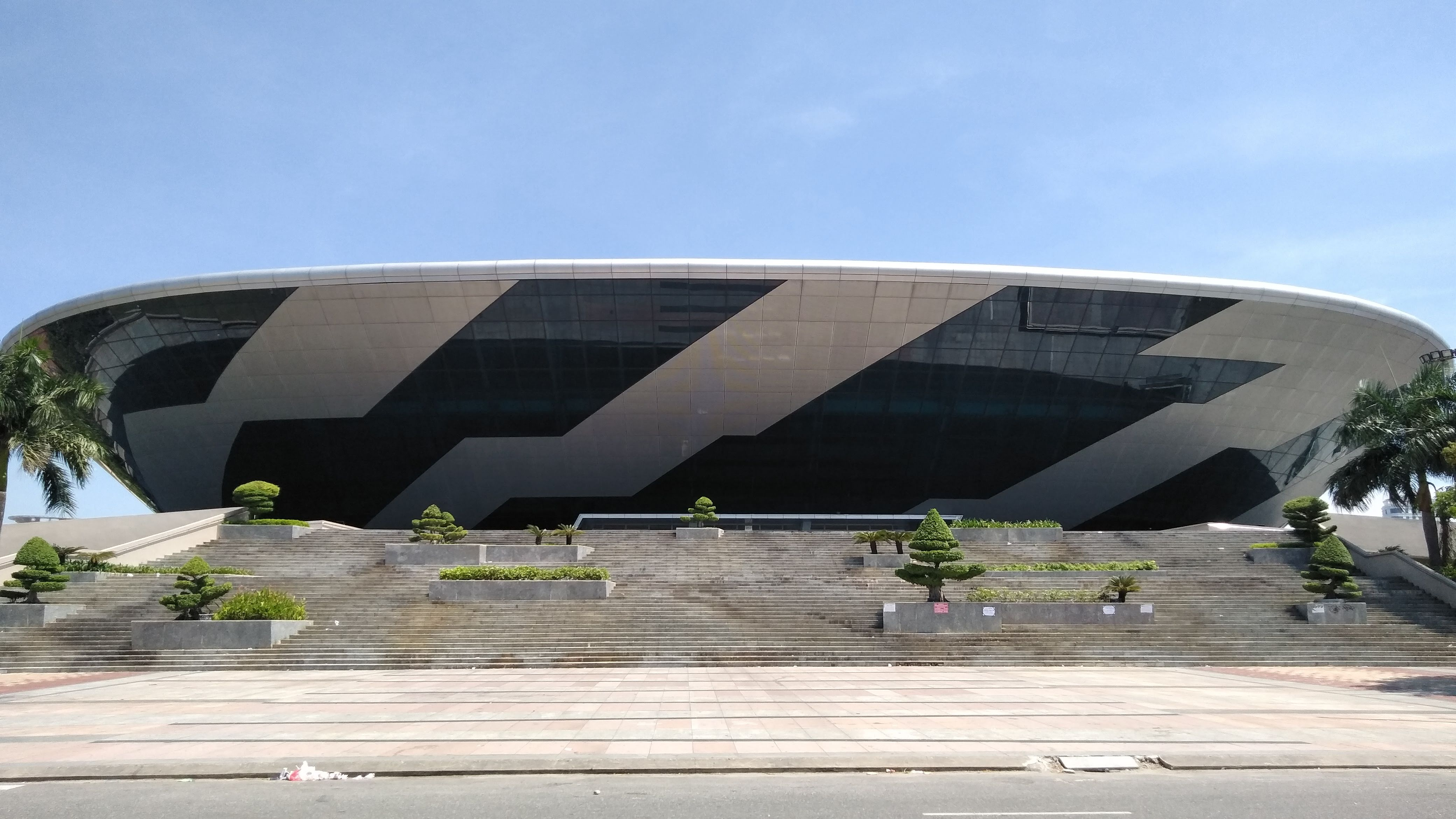
Tien Son Sport Center antes de sua conversão em hospital de campanha COVID

Em 31 de julho de 2020, o Comitê do Partido de Da Nang anunciou o uso do Centro Esportivo Tien Son no distrito de Hải Châu como um hospital de campanha temporário para ajudar os hospitais da cidade a lidar com o número crescente de pacientes de COVID-19 na área. O centro de esportes ocupa uma área de 10 mil metros quadrados, com capacidade máxima de 2.000 leitos. Na reunião, o comitê também concordou em usar o campo esportivo do Comando Militar Da Nang para armazenar necessidades e equipamentos médicos de apoio à prevenção e controle da epidemia. O Sr. Huynh Duc Tho, Presidente do Comitê Popular de Da Nang, afirmou que a situação da epidemia de COVID-19 na área era muito perigosa e que ações drásticas e medidas fortes seriam necessárias para controlar o surto. O Comitê do Partido encarregou a cidade de comprar com urgência o equipamento médico necessário, incluindo máquinas de ECMO, ventiladores, roupas de proteção e máscaras médicas.
Em janeiro de 2021, em resposta ao surto de COVID-19 em Hai Duong, dois hospitais de campo foram instalados no norte da província de Hai Duong em 24 horas  com capacidade combinada de 600 leitos. O primeiro foi construído no centro médico da cidade de Chi Linh, e conta com 45 médicos e cerca de 70 enfermeiras que podem fornecer tratamento para 200 pacientes. O segundo montado na  Universidade Técnica Média de Hai Duong, com 210 leitos.

### Aplicativos de monitoramento
Em 9 de março de 2020, o aplicativo de declaração de estado de saúde, denominado NCOVI, foi oficialmente lançado. Depois de instalar o aplicativo NCOVI em smartphones, as pessoas inserem informações pessoais completas. Com base nos dados enviados, o sistema de saúde idenficou os casos que precisam de atenção para garantir o atendimento médico mais rápido e eficaz.
Em abril de 2020, a empresa vietnamita de segurança cibernética Bkav lançou o Bluezone, um aplicativo que usa a tecnologia de baixa energia Bluetooth para detectar pessoas em contato próximo com pessoas infectadas por meio de smartphones. Smartphones com Bluezone instalado podem se comunicar entre si, registrar contato próximo a uma distância de 2 metros, quando e por quanto tempo para ajudar os usuários a conhecer e controlar os contatos do paciente COVID-19.

### Comunicação pública e propaganda
Desde o início da pandemia, o governo tem se comunicado claramente com o público, criando sites e linhas diretas de telefone para se atualizar sobre as situações mais recentes. O Ministério da Saúde do Vietnã também enviava regularmente lembretes aos cidadãos por meio de mensagens de texto e aplicativos durante a crise, além de publicar grandes quantidades de dados e informações sobre o surto. Mensagens sobre medidas preventivas, como uso de máscara e distanciamento físico, têm sido reforçadas por meio de infográficos e materiais audiovisuais.
O Departamento Central de Propaganda é responsável pela divulgação da propaganda através dos meios de comunicação de massa. Nas ruas, a arte pública no estilo dos pôsteres de propaganda da época da Guerra Fria floresceu, exaltando enfermeiras em vez de guerrilheiros. O governo e os meios de comunicação locais usaram a frase Cuộc chiến với Covid-19 (Guerra contra a COVID-19) para ilustrar os esforços e sacrifícios necessários para conter a pandemia.

### Ajuda financeira
Em 10 de abril de 2020, o governo vietnamita aprovou um pacote de apoio financeiro de 62 trilhões de dongs vietnamitas (US$ 2,6 bilhões), para auxílio emergentical diretamente as pessoas em dificuldades devido à pandemia COVID-19. Os beneficiários deste apoio incluem trabalhadores em tempo parcial que estão desempregados e não recebem benefícios de desemprego, empresas que não têm receita ou nenhuma fonte financeira para pagar salários e negócios familiares pequenos. No entanto, o desembolso do pacote de apoio ainda enfrentou algumas dificuldades e atrasos.
De acordo com as Nações Unidas, o governo vietnamita emitiu e está implementando uma resposta multissetorial para enfrentar o impacto social e econômico da crise. A tabela abaixo resume a política governamental de apoio às pessoas e empresas afetadas pela crise da COVID-19.
| Política de Suporte                                                       | Orçamento ( USD )   | Descrição |
| ------------------------------------------------------------------------- | ------------------- | --- |
| Pacote fiscal para apoiar empresas                                        | $ 7,8 bilhões       | Isenção fiscal e adiamento do prazo de pagamendos de do imposto sobre o uso da terra e aluguel para empresas afetadas.                                                                                                  |
| Empréstimos com taxa de juros zero para pagar o salário dos trabalhadores | $ 10,2-43,1 milhões | Empréstimos com taxa de juros zero para empresas afetadas. |
| Pacote de proteção social                                                 | $ 2,7 bilhões       | Transferência de renda por 3 meses (abril, maio e junho de 2020) para pessoas com mérito, famílias pobres e quase pobres, trabalhadores afetados e empresas familiares.                                                 |
| Redução do preço da eletricidade                                          | $ 475 milhões       | Redução de 10% no preço da eletricidade de abril a junho de 2020. Eletricidade grátis para todas as famílias e empresas, instalações de saúde e instalações de quarentena.                                              |
| Bancos reduzem taxas de juros                                             |                     | Os bancos reduziram as taxas de juros e isentaram ou reduziram as taxas para fazer transações. |
| Pacote de crédito de bancos comerciais                                    | $ 12,3 bilhões      | Empréstimos para empresas menos afetadas, mas que precisam de capital de investimento após a COVID-19. As empresas gravemente afetadas também podem pedir emprestado se a capacidade de reembolso puder ser comprovada. |

De acordo com o Ministério do Trabalho do Vietnã (MOLISA), até 29 de junho de 2020, mais de 11 milhões de indivíduos de uma lista aprovada de 15,8 milhões de pessoas vulneráveis e 6.196 empresas familiares receberam mais de 11 trilhões de VND ($ 477 milhões de dólares ) no pacote de assistência social. No entanto, os relatórios do MOLISA indicaram alguns desafios importantes na implementação deste pacote, incluindo procedimentos complicados que levam à entrega tardia de dinheiro e fundos locais limitados em províncias pobres, como Bình Định, Hòa Bình, Nghệ An e Thanh Hóa. Uma avaliação rápida em maio de 2020 realizada pelo Departamento de Proteção Social com todas as províncias sobre o pacote de assistência social COVID-19 indicou que trabalhadores informais, pequenas empresas e famílias com crianças enfrentaram dificuldades para acessar este pacote, devido a procedimentos complexos de registro e triagem. Portanto, métodos inovadores precisarão ser introduzidos para estimular o consumo e reduzir a vulnerabilidade entre as pessoas que perderam empregos e rendimentos durante a pandemia.

### Evacuação e repatriamento

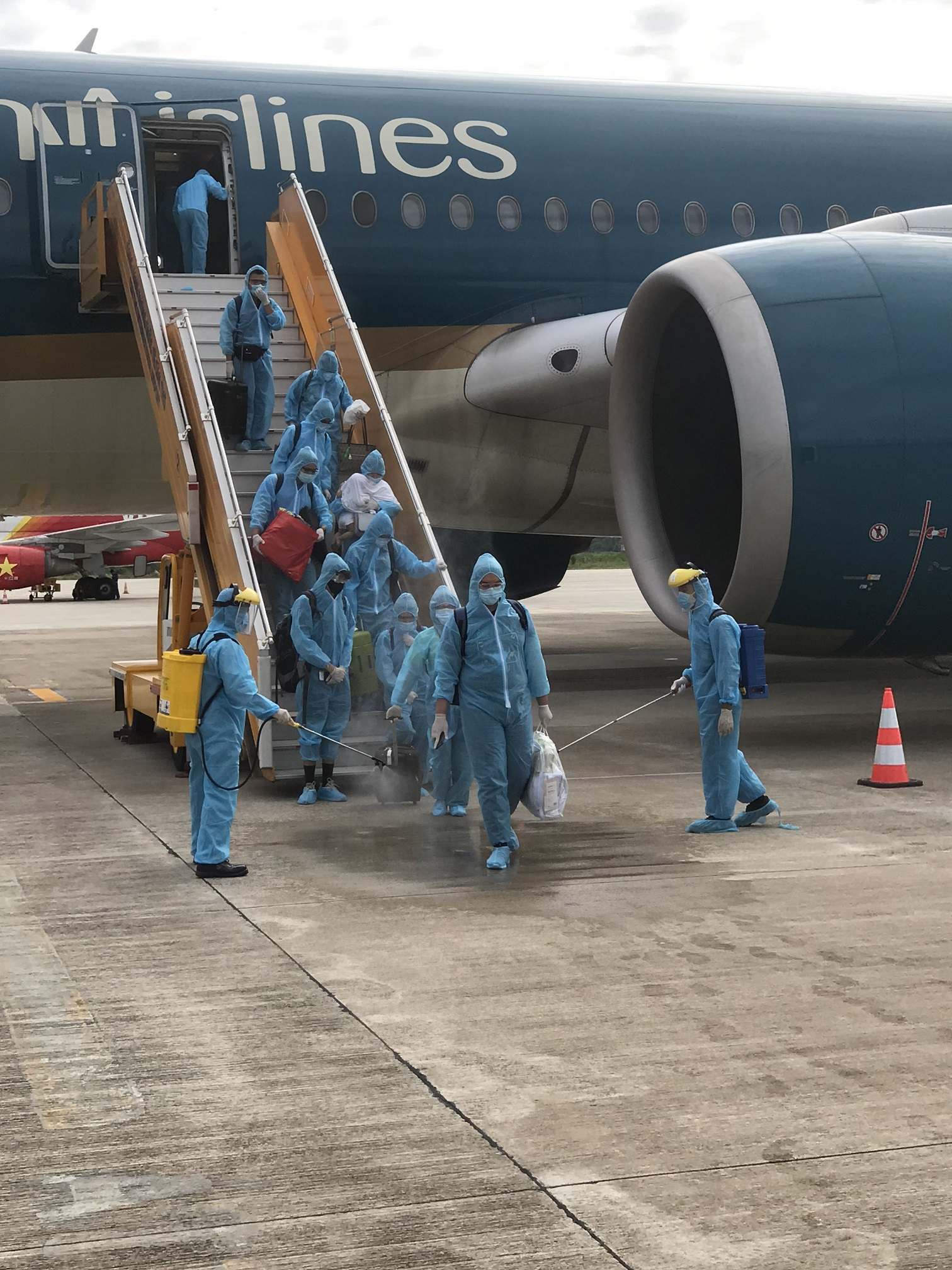
Desinfecção no pouso de um voo de repatriação da Vietnam Airlines

Até o final de 2020, mais de 75.000 vietnamitas haviam retornado ao país em 260 voos de repatriação de 59 países e territórios ao redor do mundo. Em 13 de julho, o Primeiro Ministro Nguyễn Xuân Phúc permitiu a retomada dos voos comerciais de e para a China após cinco meses de paralisação dos voos internacionais para o controle do COVID-19.
Por exemplo, em 28 de julho, o voo de repatriaçãoVN05 da Vietnam Airlines saiu de Hanói para a Guiné Equatorial para trazer 219 trabalhadores vietnamitas de volta ao Vietnã. No avião, estavam 2 médicos e 2 enfermeiras do Hospital Nacional de Doenças Tropicais de Hanói para atender prontamente o atendimento de emergência e suporte aos pacientes. As autoridades de saúde também providenciam uma variedade de equipamentos médicos para apoiar os passageiros.

## Reações locais

### Xenofobia
O jornal Asia Times relatou que "vários hotéis e pensões vietnamitas penduraram cartazes em suas portas dizendo que os hóspedes chineses não são bem-vindos, enquanto muitos vietnamitas exigiram, na internet, o fechamento de todas as passagens de fronteira com a China ". Sinais sugerindo que os clientes chineses não eram bem-vindos foram vistos em frente a uma loja em Phu Quoc e a um restaurante em Da Nang . Cidadãos sul-coreanos também foram supostamente rastreados quando ao surto de COVID-19  chegou a Coreia do Sul, que tem extensas relações comerciais com o Vietnã. Quando o preconceito começou a ter mais cobertura nas redes sociais e nos noticiários, o governo vietnamita fez uma declaração de que as pessoas poderiam ser multadas por recusa de serviço a estrangeiros. Eles também forneceram uma linha direta para estrangeiros pedirem ajuda e relatarem a situação.
As atitudes xenófobas também ocorreram no uso de vacinas chinesas no programa de vacinação. Nguyen Phuong Linh, analista-chefe da empresa de consultoria Control Risks, disse que a  vacina da China falhou com o públiclo no Vietnã principalmente por causa de sentimentos anti-China. Desde o início da pandemia, o vírus foi amplamente relatado no Vietnã como originário da China. Desde então, os sentimentos anti-China, que já eram fortes, não deram sinais de enfraquecimento ”, disse.

### Caridade
Além a ajuda do governo, muitos patrocinadores forneceram comida e água aos pobres com muitas ações positivas, como "caixa-eltronico para 'sacar' arroz" e supermercados gratuitos. Essa assistência tem contribuído muito para ajudar a sociedade mais vulnerável. Vários empresários e pessoas famosas também contribuíram com o povo e o governo para apoiar a luta contra a epidemia de COVID-19. Em reunião com representantes do Comitê da Frente da Pátria do Vietnã da cidade de Ho Chi Minh na manhã de 20 de março, o bilionário Johnathan Hanh Nguyen prometeu doar 30 bilhões de VND (por volta de US̩ 1 milhão). Além disso, ele também cedeu um supermercado de 5000m2 para uso como área de isolamento.
De acordo com o vice-presidente do Comitê Estatal do Vietnã Ultramarino Luong Thanh Nghi, assim que a epidemia estourou na China e em alguns países da Ásia-Pacífico, a comunidade vietnamita que vive, estuda ou trabalho, estudava e trabalhava no Leste Europeu, doou e transportou quase 80.000 máscaras médicas, centenas de garrafas de água esterilizadas, roupas de proteção e luvas médicas para apoiar a comuna de Son Loi, província de Vinh Phuc e vários hospitais em Hanói para prevenir e combater epidemias.
Em agosto de 2020, a Vingroup (maior corporação vietnamita) entregou 3.200 ventiladores e produtos químicos suficientes para realizar 100.000 testes RT-PCR para o Ministério da Saúde.

### Distanciamento social
Um relatório emitido pelo Programa das Nações Unidas para o Desenvolvimento (PNUD) e pelo Instituto de Pesquisa para o Desenvolvimento do Mekong (MDRI), entrevistou 1.335 vietnamitas em setembro de 2020 para saber suas opiniões sobre a resposta do governo à COVID-19. Um total de 89% dos entrevistados disseram apoiar a postura do governo e as medidas para salvar o maior número de vidas possível, mesmo que isso signifique que a economia possa se recuperar mais lentamente. A porcentagem foi muito maior do que a média global de 67%  que concordando que os governos devem priorizar salvar vidas em vez de priorizar a recuperação econômica.

### Desobediência às regras de quarentena
Embora as autoridades tenham posto em prática medidas obrigatórias para prevenir a propagação da doença, algumas pessoas fugiram da área de quarentena ou relatando desonestamente seus sintomas,  ações detrimentais  ao público. Em março de 2020, a primeira paciente em Hanói (paciente nº 17) não forneceu um histórico de viagens preciso, o que dificultou para os oficiais da imigração saber que ela havia viajado e evitar a quarentena concentrada. Essa falta de responsabilidade tem feito com que muitas pessoas sejam infectadas, fazendo com que centenas de pessoas do bairro e um hospital sejam colocados em quarentena, estressando o sistema de saúde municipal.
Um atendente de 28 anos da Vietnam Airlines, conhecido como paciente 1342, violou os protocolos de auto-isolamento ao sair de casa e estudar em uma universidade. Ele infectou seu amigo, um professor de inglês de 32 anos, quebrando a série de 88 dias do Vietnã sem transmissão na comunidade. O professor passou a infectar pelo menos duas outras pessoas, seu sobrinho de um ano e um aluno de 28 anos. O atendente disse que saiu de casa no distrito de Tân Bình ao meio-dia de 21 de novembro para jantar no distrito de Phú Nhuận e, em seguida, visitou a Universidade HUTECH no distrito de Bình Thạnh. A universidade foi fechada e seus alunos foram convidados a ficar em casa. De acordo com o diretor do departamento de saúde da cidade de Ho Chi Minh, o paciente 1342 violou não apenas as regras de quarentena em casa, mas também das instalações de quarentena da Vietnam Airlines. Ele visitou o espaço de outra tripulação de vôo e contraiu o vírus de outro comissário que foi confirmado como paciente 1325 em 26 de novembro. Sob as instruções do Ministério da Saúde, as instalações de quarentena da Vietnam Airlines foram fechadas. A polícia da cidade de Ho Chi Minh abriu uma investigação criminal sobre a violação dos protocolos de quarentena COVID-19 por parte do comissário de bordo da Vietnam Airlines. Ele foi suspenso do emprego.

### Fraudes
Em 3 de março de 2020, um armazém contendo quase 1 milhões de máscaras de origem desconhecida foi descoberto no distrito de Tân Phú, na cidade de Ho Chi Minh . Muitos outros casos envolvendo máscaras de origens desconhecidas, ilegalmente produzidas, armazenadas e comercializadas foram detectados, prevenidos e cobrados a tempo, como em An Giang, Lạng Sơn, Cao Bằng, e Quảng Ninh, muitos outros casos de produção de máscara falsa, transporte ilegal de suprimentos médicos para o exterior, incluindo também a coleta e venda de máscaras descartadas ou usadas ao público.

## Avaliação

### Elogios

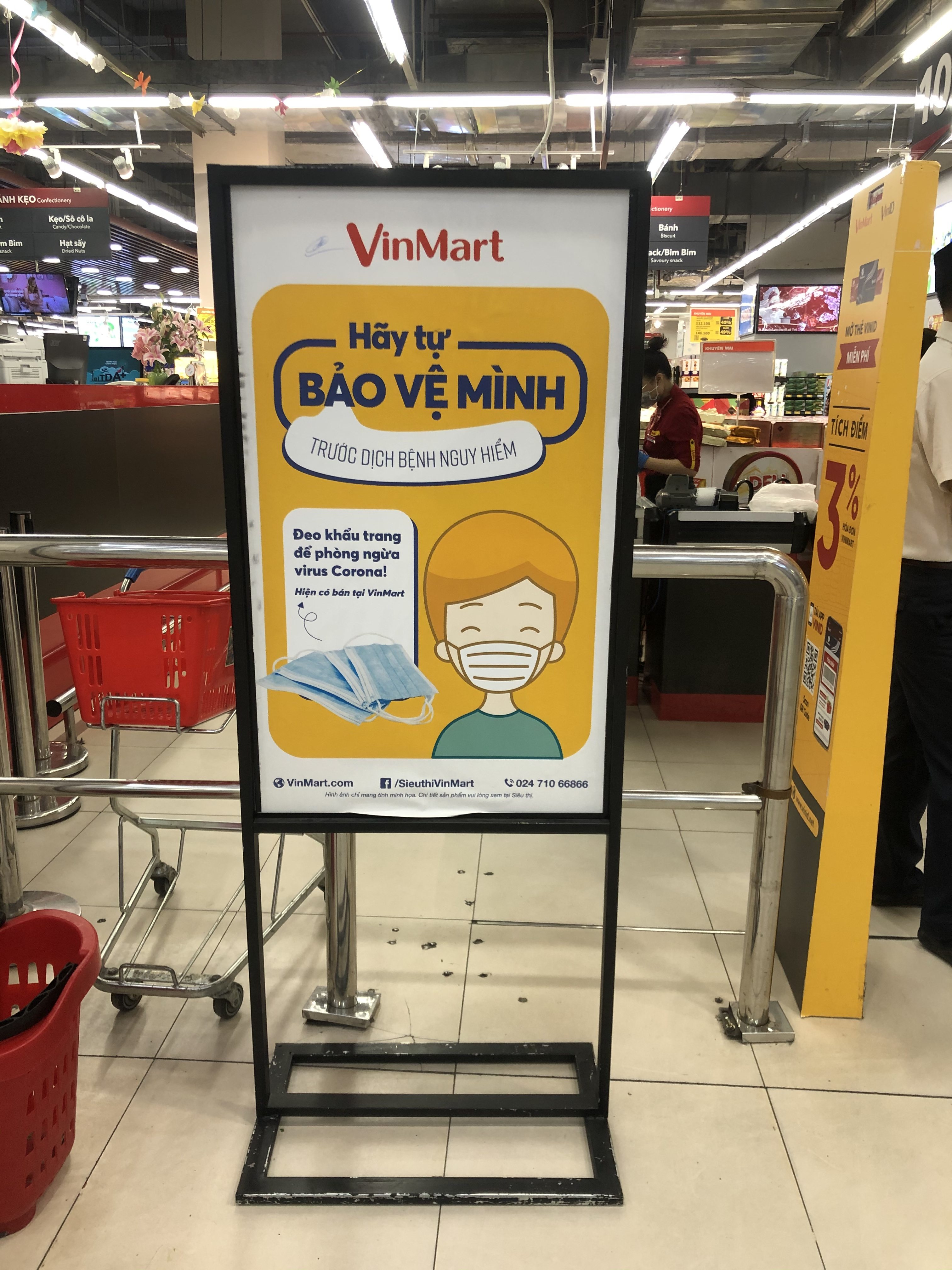
Em 16 de março de 2020, o governo vietnamita começou a exigir que todos usassem máscaras ao ir às áreas públicas para se proteger e proteger os outros.

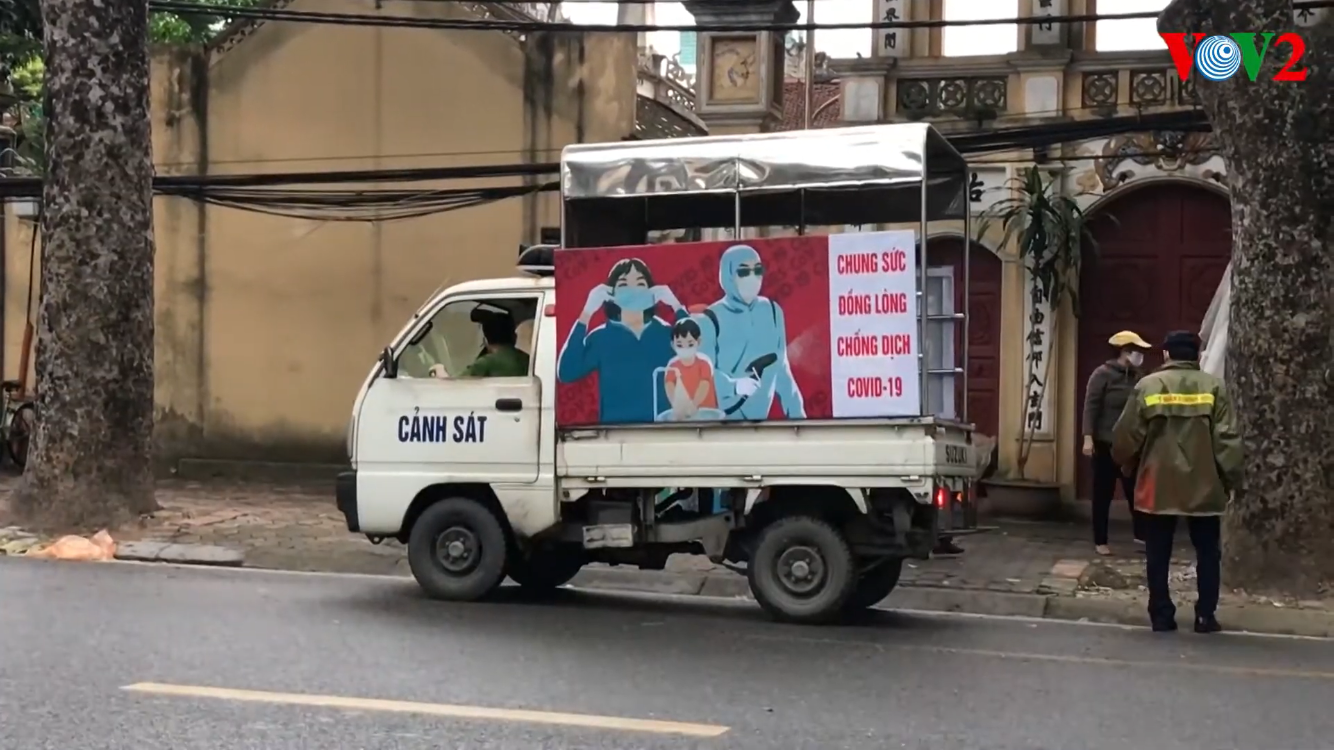
Um carro da polícia com uma faixa de propaganda sobre o combate ao COVID-19 em Hanói

Em comparação com outras respostas exemplares, como as de Coréia do Sul, Cingapura e Taiwan, o Vietnã teve um número muito menor de casos e nenhuma morte por seis meses consecutivos - uma conquista que lembra o sucesso em 2003 quando o Vietnã tornou-se o primeiro país a ser liberado do surto de SARS.  Mesmo depois de dezenas de mortes registradas durante a segunda onda, o número de vítimas no Vietnã contra sua população, com pico de 0,4 mortes por milhão de pessoas, permanece menor do que na maioria ds países o mundo. A pesquisadora Martha Lincoln, antropóloga médica que trabalhou extensivamente no Vietnã, descreve a resposta da saúde pública do Vietnã como "impecável e implacável".
O Vietnã respondeu à pandemia "cedo e proativamente", conforme elogiado por idong Park ,representante da Organização Mundial da Saúde , clogo após os primeiros casos relatados na China, em janeiro. Professor Mike Toole, do Burnet Institute, dá crédito ao país por ter agido "provavelmente mais rápido do que qualquer país do mundo fora da China". Toole destaca que o Vietnã já havia desenvolvido três kits de teste COVID-19 no início de março, época em que os Estados Unidos ainda não haviam adquirido um eficaz. O periódico The Guardian elogiou os cartazes de propaganda do Vietnã que refletem o espírito do tempo de guerra e o nacionalismo vietnamita, junto com o isolamento precoce e o rastreamento de doentes, que ajudaram o Vietnã a evitar o desastre que a Europa está sofrendo.
Uma das partes únicas da resposta do Vietnã é seu meticuloso esforço de rastreamento de contatos. Devido à sua impossibilidade de realizar testes em massa como a Coreia do Sul, o Vietnã implementa uma política de quarentena estrita de 14 dias e mantém o controle do segundo, terceiro e quarto níveis de contato com pessoas infectadas, que então serão colocadas sob diferentes níveis de restrição de movimento e contato. De acordo com a CNN, se as autoridades não tivessem procurado proativamente as pessoas com risco de infecção, o vírus poderia ter se espalhado silenciosamente nas comunidades dias antes de ser detectado.  Por exemplo, no início de abril, 45.000 pessoas foram obrigadas a entrar em quarentena por causa de apenas 240 pessoas infectadas. Sempre que surgia um pequeno grupo de infecções, todo o vilarejo ou cidade ficava isolado do mundo exterior. Até 21 de marco de 2021, um total de mais de 14,3 milhões de pessoas foram colocadas em quarentena individual. Em vez de depender apenas da medicina e da tecnologia, o aparato de segurança do estado vietnamita adotou um amplo sistema de vigilância pública junto com uma força militar bem respeitada.
O mecanismo nacional de partido único e as poderosas forças militares de segurança ajudam o governo a tomar decisões rapidamente e a aplicá-las prontamente. O Vietnã também tem uma forte cultura de vigilância comunitária com vizinhos que informam a polícia local se suspeitarem de qualquer conduta imprópria.
As experiências anteriores com com pandemias levaram ao desenvolvimento de longo prazo não apenas da preparação institucional, mas também da "memória social", que se mostrou útil para estimular as pessoas a adotar comportamentos de proteção e atender aos regulamentos e orientações oficiais em outros contextos de resposta do COVID-19.
Além dos fatores políticos, a solidariedade e a unidade sociais também desempenharam um papel importante. Esses sentimentos implicam uma atitude de auto-sacrifício em nome da comunidade mais ampla, um valor que pode ser explicado em parte pela história socialista do Vietnã e pela luta de décadas pela soberania.
Relatos da mídia indicam que, em tempos de crise severa, as pessoas podem estar dispostas e preparadas para aceitar ações mais restritivas para salvar vidas. Como a vontade de acatar o distanciamento social foi creditada como um dos fatores para a mitigar a propagação do COVID-19 no Vietnã, as análises da motivação subjacente reconhecem o nacionalismo e a solidariedade como importantes, mas não os únicos determinantes da eficácia.
Os analistas indicam que a transparência é a principal diferença entre a gestão da pandemia no Vietnã e na vizinha China, apesar de suas instituições comunistas semelhantes. A maioria dos especialistas internacionais presentes no Vietnã atribui alta credibilidade às estatísticas fornecidas pelo Ministério da Saúde. De acordo com o professor Guy Thwaites, a Unidade de Pesquisa Clínica da Universidade de Oxford na cidade de Ho Chi Minh conduziu 20.000 testes separados, cujos resultados correspondiam aos divulgados pelo governo.  Uma investigação realizada por correspondentes Reuters em abril sobre 13 organizadores de funerais em Hanói não encontrou aumento anormal no número de mortes, se não mesmo uma ligeira diminuição devido à redução de acidentes de trânsito durante o bloqueio.  Huong Le Thu, analista do Australian Strategic Policy Institute, cita relatos de mortes durante a segunda onda como mais uma demonstração de que a taxa de mortalidade zero na fase anterior "não deveria ter sido questionada em primeiro lugar". Trien Vinh Le e Huy Quynh Nguyen, da Universidade de Economia da cidade de Ho Chi Minh, destacam a diferença em relação à política de censura na China:

### Críticas

#### Direitos humanos
O Vietnã recebeu críticas por sua resposta por parte de vietnamitas anticomunistas ultramarinos, que acusaram o governo de não ser pró-ativo o suficiente e censura. Alguns críticos do governo foram presos por espalhar informações falsas e críticas políticas sobre as ações do governo contra a pandemia do coronavírus.
De janeiro a março de 2020, a polícia censurou cerca de 300.000 postagens em sites de notícias e blogs e 600.000 postagens nas redes sociais sobre o COVID-19. Durante esses dois meses, a polícia agiu contra 654 casos de distribuição de notícias falsas e sancionou 146 pessoas. A alta comissária da ONU para os Direitos Humanos, Michelle Bachelet, criticou que o Vietnã usa leis que regem as supostas notícias falsas em outros contextos para "impedir o discurso legítimo, especialmente o debate público, a crítica à política governamental e suprimir a liberdade de expressão". Ela também disse: "Foram relatadas prisões por manifestar descontentamento ou alegada divulgação de informações falsas por meio da imprensa e das redes sociais".

## Impacto

### Economia

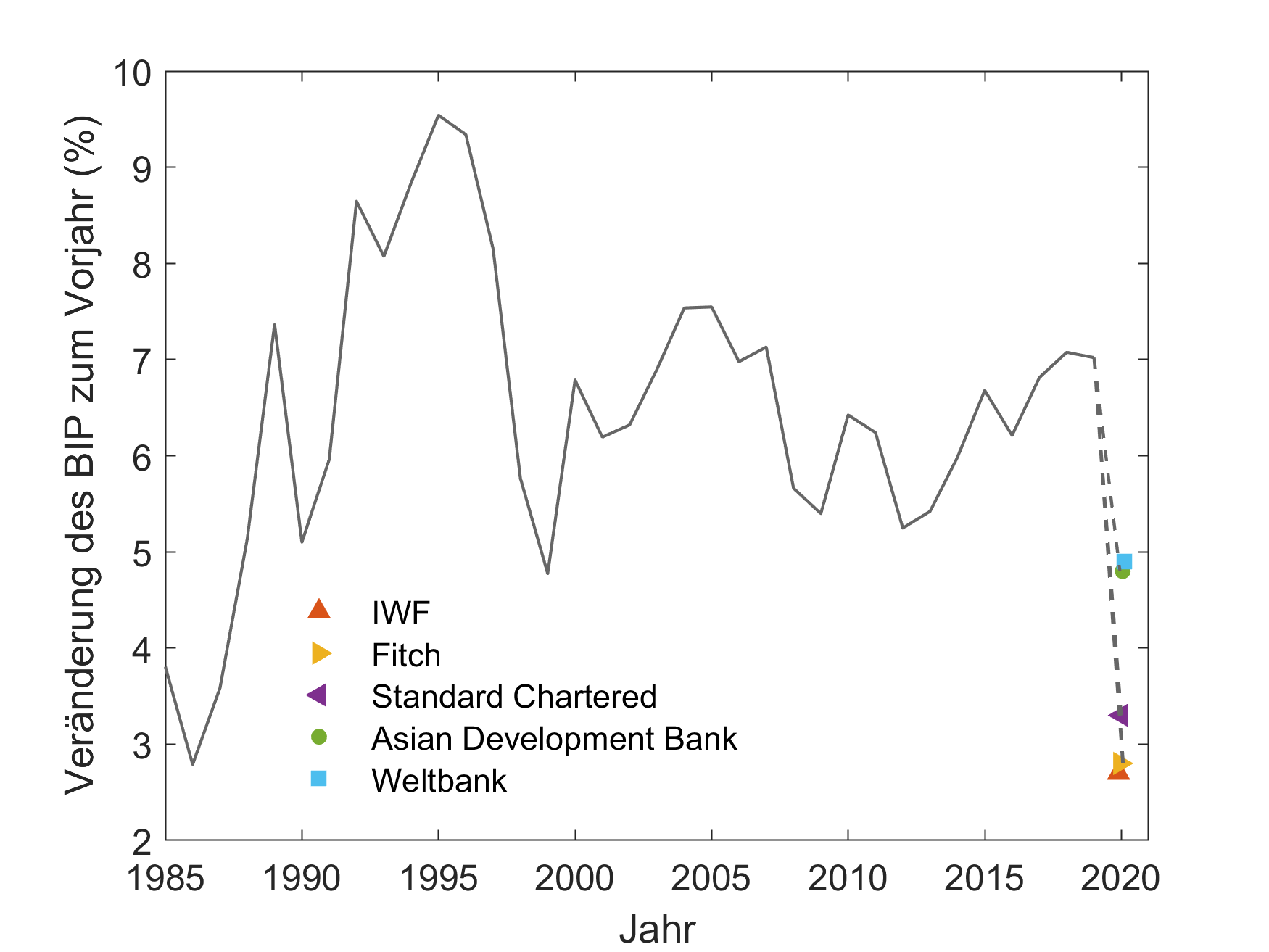
Previsão da taxa de crescimento da economia do Vietnã de algumas organizações internacionais. No pior cenário, a taxa de crescimento do país é menor do que a recessão econômica de 1986, após uma política monetária fracassada durante o período de Đổi Mới

#### 2020
Como a maior parte da economia mundial, o Vietnã foi duramente atingido pelo surto, por causa da desaceleração das indústrias privadas e nacionais, da queda das bolsas de valores e do menor número de turistas que chegam, fazendo com que centenas de milhares de pessoas lutem para encontrar empregos e dependem principalmente em benefícios de desemprego para sobreviver. De acordo com dados do governo, 3.000 empresas fecharam nos primeiros dois meses de 2020. Apesar da desaceleração da atividade econômica e dos riscos negativos impostos pela pandemia, ainda em 2020, se projetava a taxa de crescimento do PIB do Vietnã como uma das mais altas da região da Ásia-Pacífico, de acordo com o relatório do Banco de Desenvolvimento Asiático. Em novembro, o FMI avaliou que se esperava que o Vietnã fosse o único país do Sudeste Asiático com crescimento em 2020.
A Agência da Indústria do Vietnã diz que o processamento de manufatura da indústria teve falta de matérias-primas e componentes (a maioria importados do Japão, China e Coréia do Sul ), como risco de parar a operação de muitas fábricas. Segundo levantamento da Câmara de Comércio e Indústria do Vietnã (VCCI) e do Banco Mundial, as maiores dificuldades para as empresas durante a pandemia são o acesso a clientes, fluxo de caixa, mão de obra e cadeia de suprimentos.
O Fundo Monetário Internacional projetou um crescimento econômico do Vietnã em 2,4% em 2020, enquanto a maioria dos países do mundo encolheu. O crescimento do Vietnã está "entre os mais altos do mundo, graças aos seus passos decisivos para conter as consequências econômicas e de saúde do COVID-19", disse o chefe da missão do FMI, Era Dabla-Norris. A VCCI destacou que COVID-19, além dos efeitos negativos, também oferece ao Vietnã uma oportunidade de desenvolver a economia quando grandes países parceiros como Japão, EUA, UE, Austrália, etc., procuram um lugar para transferir uma parte de sua cadeia de suprimentos fora da China.

#### 2021
Em março de 2021, o Banco Mundial publicou um relatório que previa que o Vietnã estava entre as economias de crescimento mais rápido na região do Leste Asiático e Pacífico, com um crescimento projetado de 6,6% em 2021.

### Desemprego
De forma geral, em 2020, a força de trabalho do Vietnã diminuiu em 1,2 milhão de postos de trabalho(caindo para 54,6 milhões). No período 2016–2019, a força de trabalho aumenta em 0,8% ao ano, em média.

### Compras em massa
As lojas em todo o Vietnã esgotaram rapidamente as máscaras cirúrgicas e desinfetantes para as mãos depois dos casos iniciais de COVID-19, uma tendência semelhante em muitos outros países asiáticos. O ministro interino da Saúde, Vũ Đức Đam, pediu para  o público a manter a calma durante o surto e evitar compras excessivas de emergência. As autoridades vietnamitas também prenderam pessoas que lucraram com o surto.

### Aviação e turismo

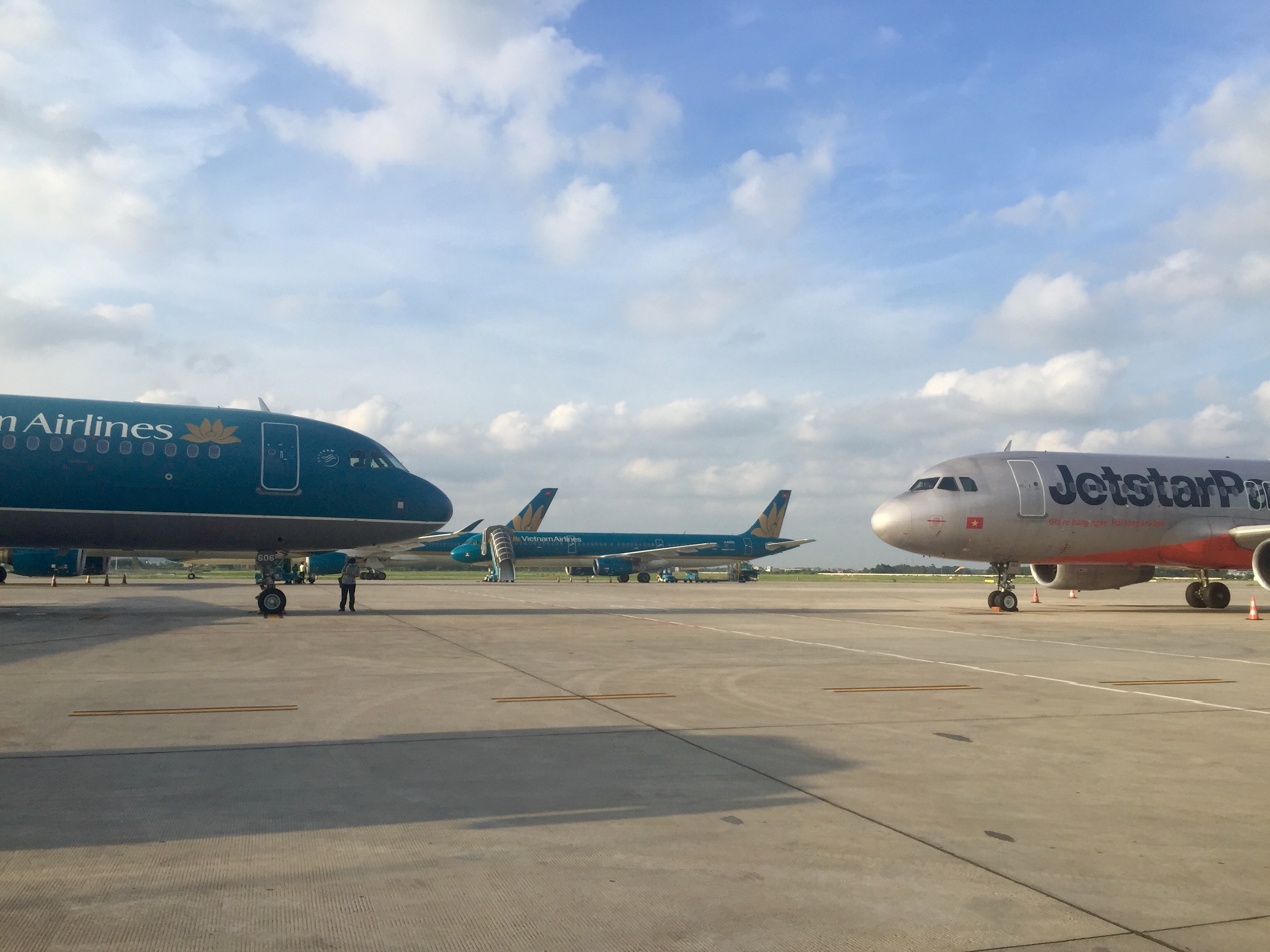
Fila de aeronaves da Vietnam Airlines e Jetstar Pacific aterradas no Aeroporto Internacional Noi Bai devido à pandemia.

O turismo foi o setor mais afetado pela pandemia no Vietnã. A Autoridade de Aviação Civil do Vietnã disse que a indústria da aviação teve sua pior situação em 60 anos de existência. Das 234 aeronaves registradas no Vietnã, mais de 200 ficaram no solo, enquanto as companhias aéreas ainda precisam gastar centenas de milhões de dólares para manter operações como custos de arrendamento e manutenção de aeronaves e  salários de funcionários. A Vietnam Airlines estimou que suas receitas em 2020 podem diminuir em US $ 2,1 bilhão. Isso fez com que cerca de 10.000 funcionários da companhia, mais de 50% do seu quadro de funcionários, tivessem que tirar licença não-remunerada. Duong Tri Thanh, CEO da Vietnam Airlines, ressaltou que a operadora estava passando pelo momento mais difícil de sua história. No entanto, como a COVID-19 foi colocado sob controle em 2020, a previsão era que a aviação do Vietnã se recuperaria mais rapidamente do que outros países do Sudeste Asiático. De acordo com uma previsão da Fitch Ratings feita em 2020, a receita por passageiro por quilômetro (RPK) das companhias aéreas vietnamitas seria em torno de 55% do nível de referência em 2020 e aumentará para 90% em 2021.
A antiga cidade imperial de Huế parecia uma "cidade fantasma" durante a pandemia, com o departamento de turismo da província de Thừa Thiên Huế dizendo que 80% dos hotéis foram fechados, enquanto 8.000 pessoas perderam seus empregos. Na província de Khánh Hòa, onde Nha Trang está localizada, o número de turistas caiu mais de 80%, para 1,25 milhões em 2020. Como resultado, centenas de hotéis estão sendo vendidos a preços baixos no centro turístico de Nha Trang.
Em 2020, 66 milhões de passageiros passaram pelos aeroportos do país, uma redução de 43,5% devido aos impactos da crise da COVID-19 e às condições climáticas desfavoráveis. A Vietnam Airlines e duas companhias aéreas de baixo custo VietJet Air e Bamboo Airways solicitaram apoio do governo e empréstimos de refinanciamento. Eles estimaram que, nas condições atuais, a indústria só se recuperaria totalmente em 2023, no mínimo.

### Educação

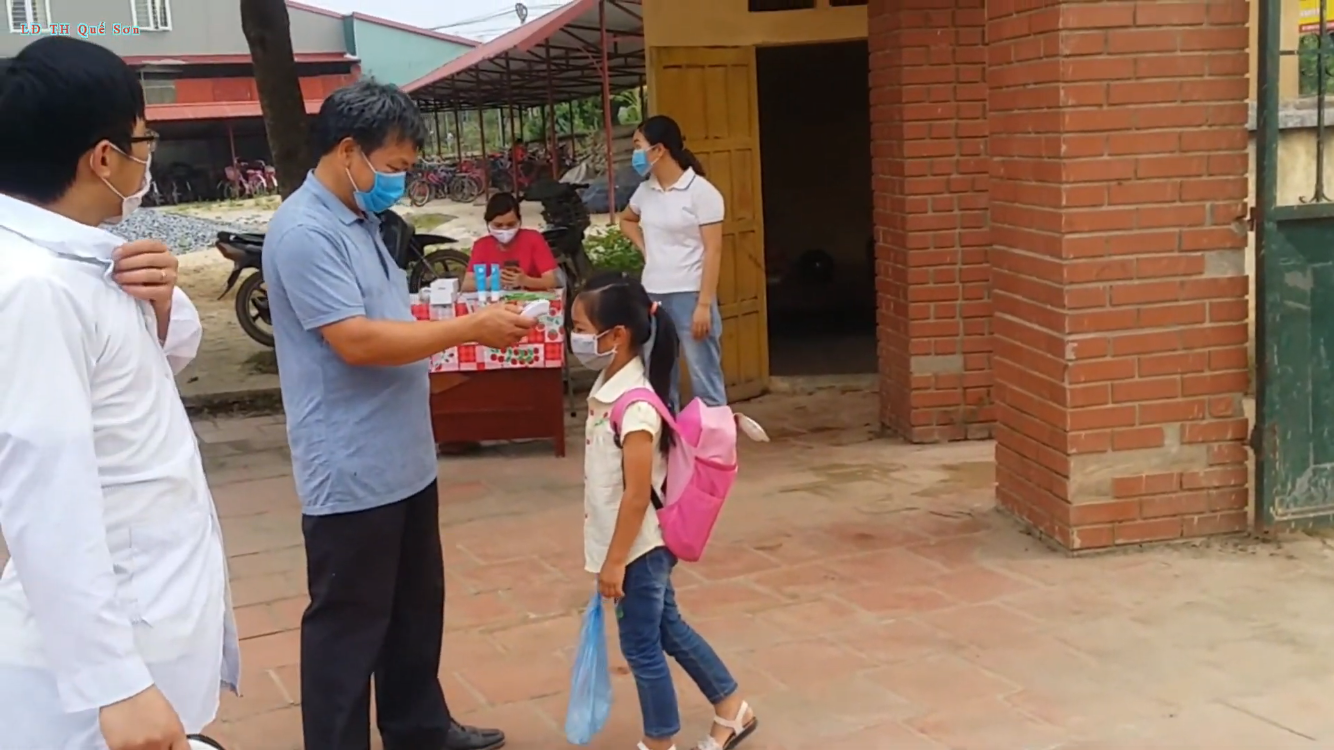
Verificando a temperatura de uma aluna de ensino fundamental na província de Bắc Giang.

Em 6 de fevereiro de 2020, sob a liderança de Phung Xuan Nha, o Ministro da Educação e Treinamento do Vietnã, o Comitê Diretor para Prevenção e Controle de Doenças se reuniu e concordou em deixar o alunos ficar em casa por mais uma semana após o feriado do Tet.
No dia 14 de fevereiro, o Ministério da Saúde informou que as escolas permaneceriam fechadas até o final de fevereiro. As medidas foram prorrogadas depois, e os alunos vietnamitas não foram à escola no primeiro semestre do ano letivo de 2020-2021, migrando lentamente para o ensino online. Em 31 de março de 2020, o Ministério da Educação e Treinamento publicou um guia de planos de ensino para o segundo semestre do ano letivo de 2019-2020 para os níveis de ensino fundamental e médio.
O fechamento de escolas de fevereiro a maio impactou cerca de 21,2 milhões de crianças em todo o país e significou a perda de acesso aos principais, como a merenda escolar subsidiada. Aproximadamente 3% das famílias rurais relataram que pararam de enviar os filhos à escola devido à redução da renda.
A crise do COVID-19 exacerbou a severa divisão digital do país: muitos alunos vivem em regiões remotas com cobertura limitada de internet, não podem comprar os dispositivos necessários para o aprendizado online ou não têm professores confiantes para facilitar esse aprendizado. A oferta de programas de ensino online e à distância não alcançou abrangência nacional. Apenas as grandes cidades tinham programas do ensino fundamental ao médio. O aprendizado online e à distância focava em alguns assuntos como matemática, vietnamita e inglês e frequentemente não estava disponível em línguas de minorias étnicas.

### Indústria farmacêutica
A pandemia é um grande desafio para o desempenho da indústria farmacêutica, principalmente se a doença se espalhar na comunidade. Mas, em geral, os gastos com saúde são essenciais e a demanda diminuiu por pouco tempo. Além disso, o rápido envelhecimento da população do Vietnã e o aumento da renda per capita continuam a apoiar o crescimento de longo prazo do mercado de saúde. A SSI Research avaliou no meio da pandemia que "a possibilidade de recuperação da indústria em 2021 é muito provável".

### Esporte
O surto também forçou a  2020 V.League 1 a ser adiado para 7 de março, o que afetou a preparação da seleção vietnamita de futebol para as eliminatórias para a Copa do Mundo de 2022 . Também fez com que o Grande Prêmio do Vietnã do Campeonato Mundial de Fórmula 1 de 2020 fosse adiado até 2021.
Em 23 de maio de 2020, a V.League 1 jogou a primeira partida entre CLB Dược Nam Hà Nam Định e o CLB Hoàng Anh Gia Lai com 10.000 espectadores no Thiên Trường Stadium, esta foi a primeira partida de futebol profissional no mundo com espectadores desde o início da pandemia.

### Na cultura popular
O Instituto Nacional de Saúde Ocupacional e Ambiental do Vietnã contratou artistas para lançar a música " Ghen Cô Vy " ("Coronavirus Invejoso"), um remake da canção "Ghen" ("Invejoso") de 2017, para ensinar as pessoas a lavar bem as mãos durante o surto mundial de coronavírus. Tornou-se viral em meio ao surto de coronavírus, primeiro ganhando elogios de John Oliver em seu talk show na Last Week Tonight with John Oliver e se tornou cada vez mais popular entre o público e frequentemente duplicado por internautas, com a UNICEF recomendando o vídeo como um meio de lutar contra o medo de coronavírus.

## Reações internacionais
- Banco Asiático de Desenvolvimento (BAD) : Em Dezembro de 2020, o BAD anunciou que forneceu ao Vietnã $ 600.000 USD em ajuda material. Isso facilitou a compra de equipamentos de de equipamento de proteção no valor de US $ 500.000 no National Lung Hospital em Hanói e uma atualização de equipamento de US $ 100.000 no Centro de Operação de Emergência de Saúde Pública (PHEOC) do Ministério da Saúde.[271]
- Austrália : Simon Birmingham, Ministro do Comércio, Turismo e Investimento, parabenizou o Vietnã por suas realizações na luta contra a pandemia COVID-19 .  Ele também agradeceu ao Vietnã por retomar a exportação de arroz, ajudando os países importadores de arroz, incluindo pequenos países na região da Oceania-Pacífico, a garantir sua demanda de alimentos.[272]
- Predefinição:Flag : O Embaixador do Chile no Vietnã, Jaime Chomali, disse que o Vietnã registrou apenas algumas novas infecções, embora tenha uma população elevada, o que mostra que seus esforços produziram resultados persuasivos. Ele se sente mais confiante na rápida recuperação econômica do Vietnã do que na de outros países da região.[273]
- China : Em um telefonema com seu homólogo vietnamita Nguyễn Phú Trọng, o secretário-geral do Partido Comunista Chinês , Xi Jinping, disse que "aprecia os resultados da prevenção e controle da epidemia de COVID-19 no Vietnã, bem como a cooperação e coordenação entre os dois países na luta contra o coronavírus ”.[274][275]
- Alemanha : Em uma declaração publicada em sua página do Facebook em 14 de abril, o Ministério das Relações Exteriores mostrou apreço e gratidão pelas reações do governo vietnamita e do povo vietnamita no apoio aos esforços do país europeu no combate ao COVID-19.[276]
- Japão : O primeiro-ministro Shinzo Abe disse que seu governo decidiu distribuir um estímulo para o coronavírus de ¥ 100.000 por indivíduo, incluindo vietnamitas que vivem e trabalham no Japão e afirmou continuar os esforços para garantir a segurança dos cidadãos vietnamitas. Dois governos concordaram em continuar trabalhando estreitamente para fortalecer o intercâmbio e a cooperação em todos os campos. Abe afirmou que o Japão continuará oferecendo o segundo pacote de apoio para ajudar o Vietnã a lidar com a doença e ajudar o país no crescimento econômico.[277]
- Rússia : o primeiro-ministro da Rússia, Mikhail Mishustin, concordou com o governo vietnamita em continuar facilitando o comércio entre os dois países em meio à pandemia. Ele também elogiou a resposta do Vietnã ao COVID-19 e agradeceu ao Vietnã por oferecer 150.000 máscaras faciais para ajudar a Rússia a lidar com a pandemia.[278] O Embaixador Russo Konstantin Vnukov apreciou o desempenho do Vietnã na luta contra a COVID-19 e expressou esperança de que os países continuem com seu apoio mútuo na luta contra a pandemia.
- Coreia do Sul : O presidente sul-coreano, Moon Jae-in, valorizou muito as medidas tomadas pelo governo vietnamita para conter a pandemia e afirmou que a Coreia do Sul está pronta para compartilhar experiências e cooperar com o Vietnã no combate à pandemia e na proteção da população.[279]
- Reino Unido : Gareth Ward, embaixador britânico no Vietnã, expressou seus agradecimentos pelo apoio do governo vietnamita ao voo de repatriação britânico e aos suprimentos médicos para ajudar o Reino Unido no combate à pandemia.[280]
- Estados Unidos: O Embaixador dos Estados Unidos no Vietnã, Daniel Kritenbrink, elogiou o Vietnã por sua rápida resposta ao surto.[281] A delegação dos EUA também elogiou o Vietnã por seus esforços de quarentena e cooperou com a Embaixada do Vietnã nos Estados Unidos.[282] Matthew Moore, um oficial do CDC baseado em Hanói, expressou "grande confiança" na resposta do governo vietnamita à crise.[229]

Predefinição:Referências